# N.E.C. in het seizoen 2020/21
|               | Eerste divisie | KNVB beker | Play- offs | Totaal |
| ------------- | -------------- | ---------- | ---------- | ------ |
| Wedstrijden   | 38             | 2          | 3          | 43     |
| Gewonnen      | 20             | 1          | 3          | 24     |
| Gelijk        | 6              | 0          | 0          | 6      |
| Verloren      | 12             | 1          | 0          | 13     |
| Thuis         | 19             | 2          | 1          | 22     |
| Uit           | 19             | 0          | 2          | 21     |
| Gele kaarten  | 41             | 3          | 2          | 45     |
| 2× gele kaart | 0              | 0          | 0          | 0      |
| Rode kaarten  | 2              | 0          | 0          | 2      |
| Doelsaldo     | +24            | +0         | +8         | +32    |
| voor          | 70             | 4          | 9          | 83     |
| tegen         | 46             | 4          | 1          | 51     |
| ‘De Nul’      | 10             | 0          | 2          | 12     |

N.E.C. kwam in het seizoen 2020/21 voor het vierde achtereenvolgende seizoen uit in de Keuken Kampioen Divisie, waarin het als zevende eindigde en zich daarmee plaatste voor de play-offs voor promotie/degradatie. Ze plaatste zich voor de finale tegen NAC Breda die ze wonnen met 1-2 en waarmee ze promoveerde naar de Eredivisie. Daarnaast kwam de ploeg uit in de KNVB Beker, waar het in de kwartfinale werd uitgeschakeld door VVV-Venlo.

## Seizoenssamenvatting

#### Mei
- Op 2 mei maakte N.E.C. bekend dat Gabor Babos als keeperstrainer vertrok naar NAC Breda.
- Op 26 mei maakte N.E.C. bekend dat het de contracten van Job Schuurman en Bart van Rooij had verlengd tot respectievelijk 2021 en 2022.
- Op 30 mei werd Jordy Bruijn de eerste aankoop voor het nieuwe seizoen. Hij kwam over van SC Heerenveen en tekent voor drie seizoenen.

#### Juni
- Op 2 juni werd bekend dat Rogier Meijer de nieuwe hoofdtrainer van N.E.C. zou worden, geflankeerd door Ron de Groot. Francois Gesthuizen en Adrie Bogers gaan dus niet verder als deel van het trio hoofdtrainers.
- Op 12 juni maakte N.E.C. bekend dat het tot 2021 doorlopende contract van Tom Overtoom is ontbonden.
- Op 15 juni maakte N.E.C. bekend dat het met de aankoop van Elayis Tavşan voorbereidde op het vertrek van Anthony Musaba. De vleugelaanvaller komt over van Sparta Rotterdam en tekent voor drie seizoenen, met een optie voor een extra jaar.
- Op 18 juni maakte N.E.C. bekend dat het het contract van Norbert Alblas met één seizoen verlengd werd. De lang geblesseerde keeper zou anders transfervrij vertrekken.
- Op 21 juni werd bekend dat Marco van Duin de opvolger was van Gabor Babos als keeperstrainer van N.E.C. Verder werd Stefan Maletic gepresenteerd als tweede assistent-trainer van Rogier Meijer. Hij leidde vorig seizoen de onder 16 van PSV.
- Op 25 juni nam N.E.C. Giovanni Zwikstra over van FC Groningen. De 19-jarige spits sluit in eerste instantie aan bij het onder 21-team.
- Op 26 juni maakte N.E.C. bekend dat Anthony Musaba voor een bedrag van tussen de 2,5 en 3 miljoen de overstap maakt naar AS Monaco.
- Op 30 juni verlengde N.E.C. het contract met teammanager Muslu Nalbantoğlu met één jaar.

#### Juli
- Op 1 juli eindigden de contracten van huurlingen Jellert Van Landschoot, Zian Flemming en Tom van de Looi. Tevens vertrekken Mart Dijkstra, Randy Wolters, Frank Sturing, Josef Kvída, Bas Kuipers en Niek Hoogveld.
- Op 2 juli werd bekend dat Souffian El Karouani toch een nieuw contract had getekend voor één jaar, met een optie voor een extra.
- Op 9 juli maakte N.E.C. bekend dat het Mathias De Wolf had gecontracteerd.
- Op 15 juli werd bekend dat Edgar Barreto terugkeert in de Goffert. Hij tekende een contract voor één seizoen.
- Op 17 juli werd bekend dat Kevin Bukusu de vijfde aankoop van het seizoen werd. De centrale verdediger tekent een contract voor twee seizoenen.
- Op 26 juli was de eerste training van N.E.C. Daar werd ook bekend dat Frank Sturing zijn conditie op peil mocht houden bij N.E.C. nadat zijn contract deze zomer afliep. Op de eerste training mochten tevens jeugdspelers Lars Rebergen, Joep van der Sluijs en Syb van Ottele aansluiten.

#### Augustus
- Op 1 augustus won N.E.C. de eerste oefenwedstrijd tegen Galacticos Academy eenvoudig met 8-0 door goals van Jonathan Okita, Ayman Sellouf (beide twee), Anton Fase, Thomas Beekman, Souffian El Karouani en Cas Odenthal.
- Op 4 augustus won N.E.C. ook de tweede oefenwedstrijd tegen De Treffers. Thomas Beekman en Jonathan Okita zorgden voor een 2-0 overwinning.
- Op 8 augustus speelde N.E.C. met 2-2 gelijk tegen de amateurs van SC NEC. Syb van Ottele en Ole Romeny scoorden namens N.E.C.
- Op 11 augustus won N.E.C. met 3-1 van VV UNA. Lars Rebergen, Syb van Ottele en Etien Velikonja scoorden namens N.E.C.
- Op 15 augustus verloor N.E.C. met 3-0 van SV Straelen.
- Op 18 augustus won N.E.C. met 4-0 van TOP Oss. Jordy Bruijn, Thomas Beekman, Joep van der Sluijs en Anton Fase scoorden namens N.E.C.
- Op 22 augustus presenteerde N.E.C. Rangelo Janga als nieuwe spits van N.E.C. Hij wordt voor één seizoen gehuurd.
- Op 22 augustus won N.E.C. het laatste oefenduel met 2-1 van Eredivisionist RKC Waalwijk. Ole Romeny en Jordy Bruijn waren verantwoordelijk voor de doelpunten tegen RKC, waar Mario Bilate scoorde.
- Op 25 augustus maakte N.E.C. bekend dat het Gabriël Çulhacı huurt van Jong FC Utrecht.
- Op 28 augustus verloor N.E.C. de eerste competitiewedstrijd van het seizoen van SC Cambuur, dat het jaar ervoor tot aan de corona-stop bovenaan stond. Sven Nieuwpoort en Robert Mühren scoorden namens de Friezen.

#### September
- Op 4 september speelde N.E.C. met 3-3 gelijk in een oefenduel tegen FC Groningen. Thomas Beekman, Elayis Tavşan en Syb van Ottele scoorden namens N.E.C.
- Op 11 september won N.E.C. met 2-1 van Jong Ajax. Rens van Eijden en Jordy Bruijn scoorden namens N.E.C., Giovanni namens Jong Ajax.
- Op 15 september won N.E.C. met 1-3 van FC Volendam. Rangelo Janga scoorde twee keer namens N.E.C., terwijl ook Elayis Tavşan zijn eerste officiële treffer voor de club maakte. Dennis Kaars scoorde namens Volendam.
- Op 20 september verloor N.E.C. met 0-1 van Almere City door een goal van Damon Mirani.
- Op 25 september maakte N.E.C. bekend dat het Etien Velikonja tot het einde van het seizoen had verhuurd aan ND Gorica.
- Op 27 september verloor N.E.C. met 2-0 van De Graafschap, waar Mohamed Hamdaoui beide goals maakte.
- Op 29 september maakte N.E.C. bekend dat het Javier Vet voor een jaar heeft vastgelegd. Vet was transfervrij nadat zijn contract bij De Graafschap van de zomer afliep.
- Op 30 september maakte N.E.C. bekend dat het Ole Romeny voor een jaar had verhuurd aan Willem II.

#### Oktober
- Op 3 oktober won N.E.C. met maar liefst 6-0 van FC Eindhoven. Souffian El Karouani, Rangelo Janga, Jonathan Okita, Joep van der Sluijs, Dirk Proper en Jordy Bruijn waren allen trefzeker. Ook maakte het de komst van Terell Ondaan bekend, die werd gehuurd van Grenoble Foot en werd N.E.C. in het bekertoernooi gekoppeld aan Quick.
- Op 8 oktober speelde N.E.C. een oefenduel met Eredivisionist Fortuna Sittard met 1-1 gelijk.
- Op 16 oktober won N.E.C. met 1-4 van Jong FC Utrecht. Hicham Acheffay opende namens Utrecht de score, maar NEC won uiteindelijk via goals van Jonathan Okita, Bart van Rooij, Souffian El Karouani en Terell Ondaan.
- Op 20 oktober speelde N.E.C. met 1-1 gelijk tegen Jong PSV, door goals van Kristófer Kristinsson en Thomas Beekman.
- Op 23 oktober won N.E.C. met 2-1 van Go Ahead Eagles, door goals van Javier Vet en Rangelo Janga. De aansluitingstreffer van Luuk Brouwers kwam te laat.
- Op 29 oktober werd bekendgemaakt dat er zeven spelers binnen de NEC-selectie corona hadden opgelopen, te weten Mattijs Branderhorst, Norbert Alblas, Rens van Eijden, Kevin Bukusu, Gabriël Çulhacı, Javier Vet en Rangelo Janga.
- Op 30 november won een gehavend N.E.C. met 1-0 van NAC Breda, door een treffer van Terell Ondaan.

#### November
- Op 6 november speelde N.E.C. met 2-2 gelijk tegen Helmond Sport. Namens N.E.C. scoorden Terell Ondaan en Bart van Rooij, namens Helmond Jesse Goselink en Karim Loukili.
- Op 12 november won N.E.C. een oefenduel met Eredivisionist VVV-Venlo met 0-3, door goals van Thomas Beekman, Bart van Rooij en Javier Vet.
- Op 20 november speelde N.E.C. met 1-1 gelijk tegen Roda JC, door goals van Kees Luijckx en Thomas Beekman.
- Op 23 november won N.E.C. met 0-3 van Jong AZ, door twee goals van Elayis Tavşan en een van Ayman Sellouf.
- Op 30 november won N.E.C. met 2-1 van MVV Maastricht. Jordy Bruijn en Joep van der Sluijs scoorden namens N.E.C., Arne Naudts namens MVV.

#### December
- Op 6 december speelde N.E.C. met 2-2 gelijk tegen FC Den Bosch. Jordy Bruijn scoorde twee vrije trappen, maar N.E.C. kwam niet verder dan een punt door een goal van Kevin Bukusu en een goal van Ringo Meerveld.
- Op 12 december won N.E.C. met 1-2 van FC Dordrecht, door twee vroege goals van Jordy Bruijn en Rangelo Janga. Kevin Vermeulen deed in blessuretijd iets terug.
- Op 19 december verloor N.E.C. met 0-1 van TOP Oss door een goal van Kyvon Leidsman.

### Januari
- Op 3 januari verloor N.E.C. met 5-2 van Telstar, door goals van Glynor Plet, Gyliano van Velzen (beide twee keer) en Sebastian Soto. Namens N.E.C. scoorden Terell Ondaan en Elayis Tavşan.
- Op 8 januari won N.E.C. met 3-2 van Excelsior, dat via Joël Zwarts en Mitchell van Rooijen op 0-2 kwam. N.E.C won uiteindelijk via goals van Jonathan Okita, Souffian El Karouani en Jordy Bruijn.
- Ook op 8 januari werd bekend SC Heerenveen Syb van Ottele overnam van N.E.C.
- Op 17 januari speelde N.E.C. met 0-0 gelijk tegen koploper SC Cambuur.
- Op 21 januari won N.E.C. in de achtste finale van de KNVB Beker met 3-2 van Fortuna Sittard. oud-NEC'er Zian Flemming scoorde twee keer namens Fortuna, maar N.E.C. won door goals van Rangelo Janga, Jordy Bruijn en Thomas Beekman.
- Op 22 januari maakte N.E.C. bekend dat het Thibo Baeten overnam van Club Brugge. Hij tekende in Nijmegen een contract de zomer van 2024.
- Op 25 januari won N.E.C. met 0-1 van FC Eindhoven door een doelpunt van Jonathan Okita.
- Op 29 januari won N.E.C. met 2-0 van Jong FC Utrecht door doelpunten van Jordy Bruijn en Elayis Tavşan. Rens van Eijden pakte richting het einde van de wedstrijd een rode kaart.

### Februari
- Op 6 februari verloor N.E.C. met 2-1 van MVV Maastricht, door twee goals van Luc Mares. De aansluitingstreffer van Ayman Sellouf kwam te laat. Dirk Proper ontving in de eerste helft een rode kaart.
- Op 17 februari verloor N.E.C. de kwartfinale van de KNVB Beker met 1-2 van VVV-Venlo. Rangelo Janga scoorde namens N.E.C., Giorgios Giakoumakis en Meritan Shabani namens VVV.
- Op 21 februari verloor N.E.C. met 1-2 van De Graafschap, door goals van Daryl van Mieghem en Ted van de Pavert. Elayis Tavşan scoorde namens N.E.C.
- Op 26 februari won N.E.C. met 1-3 van Roda JC, door doelpunten van Jordy Bruijn, Elayis Tavşan en Javier Vet. Oud-NEC'er Erik Falkenburg scoorde en pakte twee keer geel namens Roda.

### Maart
- Op 2 maart won N.E.C. met 4-1 van FC Den Bosch. Javier Vet scoorde twee keer, Elayis Tavşan en Cas Odenthal eenmaal. Paco van Moorsel scoorde namens Den Bosch.
- Op 5 maart won N.E.C. met 0-7 van Helmond Sport, na een rode kaart van Orhan Džepar. Namens N.E.C. scoorden Rens van Eijden, Rangelo Janga, Jordy Bruijn, Edgar Barreto, Elayis Tavşan, Bart van Rooij en Thibo Baeten.
- Op 12 maart won N.E.C. met 2-0 van Jong PSV, door doelpunten van Javier Vet en Rangelo Janga.
- Op 15 maart won N.E.C. met 1-0 van FC Volendam, door een goal van Elayis Tavşan.
- Op 19 maart verloor N.E.C. met 2-1 van TOP Oss. N.E.C. kwam op voorsprong door een goal van Elayis Tavşan, maar na een rode kaart van Lorenzo Piqué won TOP alsnog door goals van Mart Remans en Rick Stuy van den Herik.

### April
- Op 2 april verloor N.E.C met 2-0 van Almere City door twee goals van Thomas Verheydt.
- Op 5 april speelde N.E.C. met 1-1 gelijk tegen Telstar. Glynor Plet maakte een eigen goal van Lesley Bakker ongedaan.
- Op 9 april verloor N.E.C. met 2-1 van Excelsior. N.E.C kwam op voorsprong via Javier Vet, maar Joël Zwarts draaide de wedstrijd om met twee goals.
- Op 16 april won N.E.C. met 3-2 van Jong AZ. AZ kwam op een 0-2 voorsprong via Zakaria Aboukhlal en Yukinari Sugawara, maar N.E.C. won alsnog via goals van Rangelo Janga, Thomas Beekman en Edgar Barreto.
- Op 23 april won N.E.C. met 0-1 van Jong Ajax door een doelpunt van Edgar Barreto.

### Mei
- Op 3 mei verloor N.E.C. met 0-2 van NAC Breda, door goals van Mounir El Allouchi en Sydney van Hooijdonk.
- Op 7 mei verloor N.E.C. met 2-1 van Go Ahead Eagles, door goals van Luuk Brouwers en Sam Hendriks. Jordy Bruijn scoorde namens N.E.C.
- Op 12 mei won N.E.C. op de laatste speelronde met 2-1 van FC Dordrecht, door goals van Rangelo Janga en Javier Vet. Dordrecht kwam via Naoufal Bannis wel op voorsprong.
- Op 15 mei won N.E.C. in de eerste ronde van de play-offs om promotie met 0-4 van Almere City. Jonathan Okita scoorde twee keer, Jordy Bruijn en Javier Vet scoorden ook.
- Op 20 mei won N.E.C. in de halve finales van de play-offs om promotie met 3-0 van Roda JC. Bart van Rooij, Rangelo Janga en Jonathan Okita scoorden.
- Op 23 mei dwong N.E.C promotie naar de Eredivisie af door in de finale van de play-offs om promotie tegen NAC Breda met 1-2 te winnen. Cas Odenthal opende de score in de eerste helft, waarna Sydney van Hooijdonk de 1-1 maakte. Vlak voor tijd maakte Jonathan Okita de winnende treffer.

## Selectie 2020/21
| Nr.                                                | Nat.                                    | Naam                 | Leeftijd | Duels N.E.C. | Duels N.E.C. | Hele carrière | Hele carrière | Contract tot | Seizoen bij NEC |         |         |         |         |
| Nr.                                                | Nat.                                    | Naam                 | Leeftijd | W            |              | W             |               | Contract tot | Seizoen bij NEC |         |         |         |         |
| Keepers                                            | Keepers                                 | Keepers              | Keepers  | Keepers      | Keepers      | Keepers       | Keepers       | Keepers      | Keepers         | Keepers | Keepers | Keepers | Keepers |
| -------------------------------------------------- | --------------------------------------- | -------------------- | -------- | ------------ | ------------ | ------------- | ------------- | ------------ | --------------- | ------- | ------- | ------- | ------- |
| 1                                                  | Vlag van Nederland                      | Mattijs Branderhorst | 26 jaar  | 59           | 0            | 85            | 0             | 2021         | 3e              |         |         |         |         |
| 22                                                 | Vlag van Nederland                      | Norbert Alblas       | 25 jaar  | 27           | 0            | 70            | 0             | 2021         | 3e              |         |         |         |         |
| 31                                                 | Vlag van Nederland                      | Job Schuurman        | 21 jaar  | 2            | 0            | 2             | 0             | 2021         | 3e              |         |         |         |         |
| 36                                                 | Vlag van Nederland                      | Robin Roefs          | 18 jaar  | 0            | 0            | 0             | 0             | 2024         | 1e              |         |         |         |         |
| Verdedigers                                        |                                         |                      |          |              |              |               |               |              |                 |         |         |         |         |
| 3                                                  | Vlag van Nederland                      | Rens van Eijden      | 32 jaar  | 253          | 14           | 317           | 16            | 2021         | 10e             |         |         |         |         |
| 4                                                  | Vlag van Duitsland · Vlag van Angola    | Kevin Bukusu         | 19 jaar  | 17           | 0            | 17            | 0             | 2022         | 1e              |         |         |         |         |
| 5                                                  | Vlag van Nederland                      | Gabriël Çulhacı      | 20 jaar  | 3            | 0            | 56            | 0             | 2021         | 1e              |         |         |         |         |
| 16                                                 | Vlag van Nederland · Vlag van Marokko   | Souffian El Karouani | 18 jaar  | 40           | 3            | 40            | 3             | 2023         | 2e              |         |         |         |         |
| 17                                                 | Vlag van Nederland                      | Guus Gertsen         | 18 jaar  | 0            | 0            | 0             | 0             | 2021         | 1e              |         |         |         |         |
| 21                                                 | Vlag van Nederland                      | Syb van Ottele       | 18 jaar  | 9            | 0            | 9             | 0             | 2021         | 1e              |         |         |         |         |
| 26                                                 | Vlag van Nederland                      | Cas Odenthal         | 19 jaar  | 35           | 1            | 35            | 1             | 2021         | 2e              |         |         |         |         |
| 28                                                 | Vlag van Nederland                      | Bart van Rooij       | 19 jaar  | 63           | 3            | 63            | 3             | 2022         | 3e              |         |         |         |         |
| 34                                                 | Vlag van Nederland · Vlag van Ghana     | Terry Lartey Sanniez | 23 jaar  | 44           | 0            | 124           | 0             | 2021         | 3e              |         |         |         |         |
| Middenvelders                                      |                                         |                      |          |              |              |               |               |              |                 |         |         |         |         |
| 6                                                  | Vlag van Nederland                      | Jordy Bruijn         | 23 jaar  | 50           | 13           | 79            | 15            | 2023         | 2e              |         |         |         |         |
| 8                                                  | Vlag van Paraguay                       | Édgar Barreto        | 36 jaar  | 119          | 13           | 471           | 33            | 2021         | 5e              |         |         |         |         |
| 12                                                 | Vlag van Nederland                      | Thomas Beekman       | 20 jaar  | 27           | 3            | 39            | 4             | 2022         | 1e              |         |         |         |         |
| 15                                                 | Vlag van Nederland                      | Javier Vet           | 27 jaar  | 31           | 7            | 174           | 16            | 2021         | 1e              |         |         |         |         |
| 18                                                 | Vlag van België                         | Mathias De Wolf      | 18 jaar  | 10           | 0            | 10            | 0             | 2023         | 1e              |         |         |         |         |
| 71                                                 | Vlag van Nederland                      | Dirk Proper          | 18 jaar  | 39           | 1            | 39            | 1             | 2023         | 2e              |         |         |         |         |
| Aanvallers                                         |                                         |                      |          |              |              |               |               |              |                 |         |         |         |         |
| 7                                                  | Vlag van Nederland · Vlag van Turkije   | Elayis Tavşan        | 19 jaar  | 37           | 11           | 75            | 24            | 2023         | 1e              |         |         |         |         |
| 9                                                  | Vlag van Slovenië                       | Etien Velikonja      | 30 jaar  | 16           | 2            | 304           | 108           | 2020         | 2e              |         |         |         |         |
| 10                                                 | Vlag van Duitsland · Vlag van Frankrijk | Jonathan Okita       | 23 jaar  | 97           | 25           | 149           | 43            | 2022         | 3e              |         |         |         |         |
| 11                                                 | Vlag van Nederland · Vlag van Marokko   | Ayman Sellouf        | 18 jaar  | 24           | 3            | 24            | 3             | 2021         | 2e              |         |         |         |         |
| 17                                                 | Vlag van Nederland                      | Ole Romeny           | 19 jaar  | 59           | 9            | 64            | 9             | 2022         | 4e              |         |         |         |         |
| 19                                                 | Vlag van België                         | Thibo Baeten         | 18 jaar  | 10           | 1            | 25            | 7             | 2024         | 1e              |         |         |         |         |
| 20                                                 | Vlag van Nederland                      | Joep van der Sluijs  | 18 jaar  | 21           | 2            | 21            | 2             | 2023         | 1e              |         |         |         |         |
| 23                                                 | Vlag van Nederland                      | Anton Fase           | 20 jaar  | 9            | 0            | 16            | 1             | 2021         | 1e              |         |         |         |         |
| 32                                                 | Vlag van Nederland · Vlag van Curaçao   | Rangelo Janga        | 20 jaar  | 36           | 9            | 292           | 87            | 2021         | 1e              |         |         |         |         |
| 77                                                 | Vlag van Nederland · Vlag van Guyana    | Terell Ondaan        | 27 jaar  | 17           | 4            | 210           | 34            | 2021         | 1e              |         |         |         |         |
| * Tabel voor het laatst bijgewerkt op 16 mei 2021. |                                         |                      |          |              |              |               |               |              |                 |         |         |         |         |

### Legenda
| # | Reden                                          |
| - | ---------------------------------------------- |
|   | Heeft de club in het lopende seizoen verlaten. |
|   | Heeft de club op huurbasis verlaten.           |

## Transfers

### Aangetrokken
| Nat.               | Nr. | Naam                | Van              | Type         | Contract tot | Transfersom | Periode |
| ------------------ | --- | ------------------- | ---------------- | ------------ | ------------ | ----------- | ------- |
| Vlag van Nederland | 6   | Jordy Bruijn        | SC Heerenveen    | Transfer     | 2023         | n.n.b.      | Zomer   |
| Vlag van Nederland | 7   | Elayis Tavşan       | Sparta Rotterdam | Transfer     | 2023         | n.n.b.      | Zomer   |
| Vlag van Nederland | 12  | Thomas Beekman      | Eigen jeugd      | n.v.t.       | 2022         | n.v.t.      | Zomer   |
| Vlag van België    | 18  | Mathias De Wolf     | Club Brugge      | Transfer     | 2023         | n.n.b.      | Zomer   |
| Vlag van Paraguay  | 8   | Édgar Barreto       | UC Sampdoria     | Transfervrij | 2021         | n.v.t.      | Zomer   |
| Vlag van Duitsland | 4   | Kevin Bukusu        | Bayer Leverkusen | Transfer     | 2022         | n.n.b.      | Zomer   |
| Vlag van Nederland | 23  | Anton Fase          | Jong AZ          | Transfer     | 2021         | n.n.b.      | Zomer   |
| Vlag van Nederland | 32  | Rangelo Janga       | FK Astana        | Huur         | 2021         | n.v.t.      | Zomer   |
| Vlag van Nederland | 21  | Syb van Ottele      | Eigen jeugd      | n.v.t.       | 2022         | n.v.t.      | Zomer   |
| Vlag van Nederland | 20  | Joep van der Sluijs | Eigen jeugd      | n.v.t.       | 2021         | n.v.t.      | Zomer   |
| Vlag van Nederland | 5   | Gabriël Çulhacı     | FC Utrecht       | Huur         | 2021         | n.v.t.      | Zomer   |
| Vlag van Nederland | 15  | Javier Vet          | De Graafschap    | Transfervrij | 2021         | n.v.t.      | Zomer   |
| Vlag van Nederland | 77  | Terell Ondaan       | Grenoble Foot    | Huur         | 2021         | n.v.t.      | Zomer   |
| Vlag van België    | 19  | Thibo Baeten        | Club Brugge      | Transfer     | 2024         | n.n.b.      | Winter  |
| Vlag van Nederland | 17  | Guus Gertsen        | Eigen jeugd      | n.v.t.       | 2021         | n.v.t.      | Winter  |

### Vertrokken
| Nat.                                  | Nr. | Naam                    | Wedst | Goals | Naar            | Type               | Transfersom | Periode     |
| ------------------------------------- | --- | ----------------------- | ----- | ----- | --------------- | ------------------ | ----------- | ----------- |
| Vlag van Tsjechië                     | 4   | Josef Kvída             | 93    | 6     | Paphos FC       | Einde contract     | n.v.t.      | Zomer       |
| Vlag van Nederland                    | 5   | Bas Kuipers             | 30    | 0     | Go Ahead Eagles | Einde contract     | n.v.t.      | Zomer       |
| Vlag van Nederland                    | 6   | Tom van de Looi         | 20    | 1     | FC Groningen    | Einde huur         | n.v.t.      | Zomer       |
| Vlag van Nederland                    | 7   | Anthony Musaba          | 32    | 9     | AS Monaco       | Transfer           | € 2.500.000 | Zomer       |
| Vlag van België                       | 8   | Jellert van Landschoot  | 29    | 4     | Club Brugge     | Einde huur         | n.v.t.      | Zomer       |
| Vlag van Nederland                    | 11  | Randy Wolters           | 36    | 3     | Xanthi FC       | Einde contract     | n.v.t.      | Zomer       |
| Vlag van Nederland                    | 12  | Mart Dijkstra           | 102   | 1     | Harkemase Boys  | Einde contract     | n.v.t.      | Zomer       |
| Vlag van Nederland                    | 14  | Tom Overtoom            | 33    | 1     | Telstar         | Contract ontbonden | n.v.t.      | Zomer       |
| Vlag van Nederland                    | 15  | Niek Hoogveld           | 2     | 0     | USV Hercules    | Einde contract     | n.v.t.      | Zomer       |
| Vlag van Nederland                    | 21  | Zian Flemming           | 24    | 13    | PEC Zwolle      | Einde huur         | n.v.t.      | Zomer       |
| Vlag van Nederland                    | 30  | Frank Sturing           | 48    | 2     | FC Den Bosch    | Einde contract     | n.v.t.      | Zomer       |
| Vlag van Nederland                    | –   | Dani Theunissen         | 1     | 0     | Helmond Sport   | Einde contract     | n.v.t.      | Zomer       |
| Vlag van Nederland                    | –   | Just van de Vondervoort | 0     | 0     | SV TOP          | Einde contract     | n.v.t.      | Zomer       |
| Vlag van Nederland                    | –   | Alessio Budel           | 0     | 0     | Go Ahead Eagles | Einde contract     | n.v.t.      | Zomer       |
| Vlag van Slovenië                     | 19  | Etien Velikonja         | 17    | 2     | ND Gorica       | Verhuurd           | n.v.t.      | Zomer       |
| Vlag van Nederland                    | 17  | Ole Romeny              | 64    | 10    | Willem II       | Verhuurd           | n.v.t.      | Zomer       |
| Vlag van Nederland                    |     | Brian Vogelzang         | 0     | 0     | TOP Oss         | Verhuurd           | n.v.t.      | Tussentijds |
| Vlag van Nederland · Vlag van Rusland |     | Lion Kalentjev          | 0     | 0     | TOP Oss         | Verhuurd           | n.v.t.      | Tussentijds |
| Vlag van Nederland                    | 21  | Syb van Ottele          | 9     | 0     | SC Heerenveen   | Transfer           | n.n.b.      | Winter      |
| Vlag van Nederland                    | 5   | Gabriël Çulhacı         | 3     | 0     | Jong FC Utrecht | Einde huur         | n.v.t.      | Winter      |

## Technische staf
| Naam                | Functie              |
| ------------------- | -------------------- |
| Rogier Meijer       | Hoofdtrainer         |
| Ron de Groot        | Assistent-trainer    |
| Stefan Maletic      | Assistent-trainer    |
| Marco van Duin      | Keeperstrainer       |
| Muslu Nalbantoğlu   | Teammanager          |
| Sjoerd-Jan de Vries | Clubarts             |
| Han Tijshen         | Hoofd medische zaken |
| Rob van Hunnik      | Fysiotherapeut       |
| Robin Huntjens      | Performance Analyst  |
| Dave Kelders        | Materiaalman         |

## Oefenwedstrijden
| Datum            | Tijdstip | Thuis              | Uitslag | Uit              | Uitslag | Bijzonderheden                                                                         | Locatie                   | Opstelling N.E.C. |
| ---------------- | -------- | ------------------ | ------- | ---------------- | --- | -------------------------------------------------------------------------------------- | ------------------------- | --- |
| 1 augustus 2020  | 14:00    | Galacticos Academy | 0 – 8   | N.E.C.           | 14' 2' Sellouf 0-1, 5' Fase 0-2, 13' El Karouani 0-3, 18' Sellouf 0-4, 48' Tavşan 0-5, 57' Okita 0-6, 73' Odenthal 0-7, 82' Okita 0-8. | Jeugdspeler Rebergen deed mee, Fase, Bukusu en Tavsan maakte hun debuut.               | De Eendracht, Nijmegen    | Alblas; Van Rooij (71' Van Ottele), Van Eijden (46' Odenthal), Bukusu (46' Rebergen), El Karouani (71' Sellouf); Bruijn (46' Sturing), Van Ottele (46' Van der Sluijs), Beekman (46' Proper); Fase 46' (Tavşan), Romeny (46' Velikonja), Sellouf (46' Okita).                |
| 4 augustus 2020  | 20:00    | De Treffers        | 0 – 2   | N.E.C.           | 64' Beekman 0-1, 90' Okita 0-2. | Jeugdspelers Ruizendaal en Rebergen deden mee.                                         | Sportpark Zuid, Groesbeek | Branderhorst; Van Rooij, Van Eijden, Odenthal (73' Rebergen), El Karouani (61' Lartey-Sanniez); Proper (73' Ruizendaal), Van Ottele (61' Sturing), Van der Sluijs (46' Okita); Tavşan (61' Fase), Romeny (61' Velikonja), Sellouf (61' Beekman).                             |
| 8 augustus 2020  | 10:00    | N.E.C.             | 2 – 2   | Sportclub N.E.C. | 35' Van Ottele 1-0, 54' Romeny 2-1 | Jeugdspeler Rebergen deed mee.                                                         | De Eendracht, Nijmegen    | Schuurman; Lartey-Sanniez, Van Eijden (46' Odenthal), Rebergen, El Karouani (46' Van der Sluijs); Van Ottele (46' Sturing), Beekman, Proper; Fase (46' Tavsan), Velikonja (46' Romeny), Okita (46' Sellouf, 78' Okita)                                                       |
| 11 augustus 2020 | 19:00    | VV UNA             | 1 – 3   | N.E.C.           | 53' Brian Boogers 1-0, 75' Rebergen 1-1, 82' Van Ottele 1-2, 90' Velikonja 1-3.                                                        | Jeugdspeler Rebergen deed mee.                                                         | Sportpark Zuid, Groesbeek | Branderhorst; Van Rooij (46' Lartey-Sanniez), Van Eijden (46' Odenthal), Bukusu (46' Rebergen, El Karouani (46' Veenendaal); Proper (46' Sturing), Beekman (46' Van Ottele), Bruijn (46' Ruizendaal); Tavsan (46' Fase), Romeny (46' Velikonja), Okita (46' Van der Sluijs). |
| 15 augustus 2020 | 19:00    | SV Straelen        | 3 – 0   | N.E.C.           | | Jeugdspelers Rebergen, Veenendaal en Ruizendaal deden mee, Barreto maakte zijn debuut. | Sportpark Zuid, Groesbeek | Alblas; Van Rooij, Van Eijden (46' Lartey-Sanniez), Bukusu (69' Rebergen), El Karouani; Barreto (46' Van Ottele), Bruijn (64' Van de Sluijs), Proper; Tavsan (64' Fase, Romeny, Okita.                                                                                       |
| 18 augustus 2020 | 18:45    | N.E.C.             | 4 – 0   | TOP Oss          | 24' Bruijn 1-0, 78' Beekman 2-0, 80' Van der Sluijs 3-0, 85' Fase 4-0.                                                                 |                                                                                        | Goffertstadion, Nijmegen  | Branderhorst; Van Rooij, Van Eijden, Odenthal, El Karouani; Bruijn, Barreto (81' Van Ottele), Proper (65' Beekman); Okita (75' Fase), Romeny (78' Velikonja), Sellouf (78' Van der Sluijs).                                                                                  |
| 22 augustus 2020 | 14:00    | N.E.C.             | 2 – 1   | RKC Waalwijk     | 14' Romeny 1-0, 23' Bilate 1-1, 45' Bruin 2-1                                                                                          | Janga maakte zijn debuut                                                               | Goffertstadion, Nijmegen  | Alblas; Van Rooij, Van Eijden, Odenthal, El Karouani; Barreto, Bruijn, Proper (65’ Beekman); Fase (65' Janga), Romeny (79’ Velikonja), Sellouf. |
| 4 september 2020 | 14:30    | FC Groningen       | 3 – 3   | N.E.C.           | 7' Strunck Jakobsen 1-0, 11' Balk 2-0, 17' Beekman 2-1, 28' Balk 3-1, 68' Tavsan 3-2, 80' Van Ottele.                                  | Culhaci maakte zijn debuut                                                             | Rolde                     | Alblas (46' Branderhorst); Van Rooij (76' Lartey-Sanniez), Van Eijden, Odenthal, Çulhacı (59' El Karouani); Proper (59' Van der Sluijs), Beekman (78' Velikonja), Bruijn (76' Van Ottele); Fase (56' Tavsan), Janga, Sellouf (68' Romeny).                                   |
| 8 oktober 2020   | 14:30    | Fortuna Sittard    | 1 – 1   | N.E.C.           | Niet bekend | Ondaan maakte zijn debuut                                                              | Sittard                   | Branderhorst; Van Rooij (46' Lartey-Sanniez), Van Eijden (46' Odenthal), Bukusu, Culhaci; Tavsan (60' El Karouani), Barreto (46' Van Ottele), Proper, Okita (60' Van der Sluijs); Ondaan (46' Fase), Beekman.                                                                |
| 12 november 2020 | 14:30    | VVV-Venlo          | 0 – 3   | N.E.C.           | Beekman 0-1, Van Rooij 0-2, Vet 0-3 | Gertsen maakte zijn debuut                                                             | De Koel, Venlo.           | Alblas; Van Rooij (60' Lartey-Sanniez), Odenthal (60' Van Eijden), Van Ottele (60' Gertsen), El Karouani; Tavsan, Proper, Barreto (60' Vet), Sellouf; Okita (60' Van der Sluijs), Beekman.                                                                                   |
| 26 maart 2021    | 14:30    | Heracles Almelo    | 2 – 2   | N.E.C.           | Vloet 1-0, Tavsan 1-1, Fase 1-2, Sierra 2-2.                                                                                           |                                                                                        | Erve Asito, Almelo.       | Alblas, Lartey-Sanniez, Odenthal, Barreto (46' Fase), Bukusu (63' Gertsen), El Karouani (46' Van der Sluijs); Bruijn (46' Proper), Sellouf (63. Vet), De Wolf (46' Beekman); Ondaan (46' Baeten), Okita (63. Tavsan).                                                        |

## Keuken Kampioen Divisie 2020/21

### Wedstrijdverslagen

#### Eerste periode (september, oktober)
|                                                                                | |               | | |
| Speelronde 1 28 augustus 2020, 21:00                                           | SC Cambuur | 2 – 0 (0 – 0) | N.E.C. | : Rens van Eijden |
| Cambuur Stadion, Leeuwarden Toeschouwers: 2.500 Scheidsrechter: Rob Dieperink  | Sven Nieuwpoort 50' Robert Mühren 75'                                                                                    |               | '60 Edgar Barreto. | Basisopstelling NEC: Norbert Alblas; Bart van Rooij, Rens van Eijden, Cas Odenthal, Souffian El Karouani; Jordy Bruijn, Dirk Proper 64' ( Jonathan Okita), Edgar Barreto 76' ( Syb van Ottele); Ole Romeny, Rangelo Janga, Ayman Sellouf. Reservebank: Mattijs Branderhorst, Gabriël Çulhacı, Terry Lartey-Sanniez, Thomas Beekman, Elayis Tavşan, Etien Velikonja, Anton Fase.                                                                   |
| Afwezig: Mathias De Wolf , Kevin Bukusu .                                      | |               | | |
| Speelronde 2 11 september 2020, 21:00                                          | N.E.C. | 2 – 1 (1 – 0) | Jong Ajax | : Rens van Eijden |
| Cambuur Stadion, Leeuwarden Toeschouwers: 2.892 Scheidsrechter: Alex Bos       | Rens van Eijden 18' Jordy Bruijn 82'                                                                                     |               | '48 Kenneth Taylor '58 Nordin Musampa '80 Giovanni '90 Christian Rasmussen.                                                                 | Basisopstelling NEC: Norbert Alblas; Bart van Rooij, Rens van Eijden, Cas Odenthal, Souffian El Karouani; Elayis Tavşan 84' ( Thomas Beekman), Jordy Bruijn, Edgar Barreto 70' ( Syb van Ottele), Ayman Sellouf 57' ( Joep van der Sluijs); Ole Romeny 69' ( Anton Fase), Rangelo Janga. Reservebank: Mattijs Branderhorst, Job Schuurman, Gabriël Çulhacı, Kevin Bukusu, Terry Lartey-Sanniez, Dirk Proper, Etien Velikonja.                     |
| Afwezig: Mathias De Wolf , Jonathan Okita .                                    | |               | | |
|                                                                                | |               | | |
| Speelronde 3 15 september 2020, 21:00                                          | FC Volendam | 1 – 3 (0 – 2) | N.E.C. | : Rens van Eijden |
| Cambuur Stadion, Leeuwarden Toeschouwers: 1.609 Scheidsrechter: Luca Cantineau | Dennis Kaars 90+3' |               | '23 Elayis Tavşan '27 Rangelo Janga '90+4 Rangelo Janga.                                                                                    | Basisopstelling NEC: Norbert Alblas; Bart van Rooij, Rens van Eijden, Cas Odenthal, Souffian El Karouani; Elayis Tavşan 78' ( Anton Fase), Jordy Bruijn, Dirk Proper 63' ( Syb van Ottele), Joep van der Sluijs 78' ( Ayman Sellouf); Ole Romeny 58' ( Thomas Beekman), Rangelo Janga. Reservebank: Mattijs Branderhorst, Job Schuurman, Kevin Bukusu, Gabriël Çulhacı, Terry Lartey-Sanniez, Etien Velikonja.                                    |
| Afwezig: Mathias De Wolf , Jonathan Okita .                                    | |               | | |
| Speelronde 4 20 september 2020, 20:00                                          | N.E.C. | 0 – 1 (0 – 0) | Almere City | : Rens van Eijden |
| Goffertstadion, Nijmegen Toeschouwers: 2.899 Scheidsrechter: Kevin Blom        | |               | '10 Thibaut Lesquoy '57 Damon Mirani '83 Anass Ahannach.                                                                                    | Basisopstelling NEC: Norbert Alblas; Bart van Rooij, Rens van Eijden, Cas Odenthal 81' ( Etien Velikonja), Souffian El Karouani; Elayis Tavşan, Jordy Bruijn, Edgar Barreto 66' ( Anton Fase), Joep van der Sluijs; Ole Romeny 72' ( Thomas Beekman), Rangelo Janga. Reservebank: Mattijs Branderhorst, Job Schuurman, Gabriël Çulhacı, Terry Lartey-Sanniez, Kevin Bukusu, Dirk Proper, Syb van Ottele.                                          |
| Afwezig: Mathias De Wolf .                                                     | |               | | |
|                                                                                | |               | | |
| Speelronde 5 27 september 2020, 12:15                                          | De Graafschap | 2 – 0 (0 – 0) | N.E.C. | : Rens van Eijden |
| De Vijverberg, Doetinchem Toeschouwers: 3.242 Scheidsrechter: Danny Makkelie   | Toine van Huizen 24' Julian Lelieveld 27' Jesse Schuurman 47' Mohamed Hamdaoui 58' Mohamed Hamdaoui 60'                  |               | '52 Souffian El Karouani '59 Cas Odenthal.                                                                                                  | Basisopstelling NEC: Norbert Alblas; Bart van Rooij, Rens van Eijden, Cas Odenthal, Souffian El Karouani; Elayis Tavşan 79' ( Thomas Beekman), Jordy Bruijn, Dirk Proper 71' ( Anton Fase), Joep van der Sluijs 78' ( Ayman Sellouf); Ole Romeny 61' ( Jonathan Okita), Rangelo Janga. Reservebank: Mattijs Branderhorst, Job Schuurman, Kevin Bukusu, Gabriël Çulhacı, Terry Lartey-Sanniez, Syb van Ottele.                                     |
| Afwezig: Mathias De Wolf , Edgar Barreto .                                     | |               | | |
| Speelronde 6 3 oktober 2020, 16:30                                             | N.E.C. | 6 – 0 (0 – 0) | FC Eindhoven | : Rens van Eijden |
| Goffertstadion, Nijmegen Toeschouwers: 0 Scheidsrechter: Sander van der Eijk   | Souffian El Karouani 34' Rangelo Janga 39' Jonathan Okita 52' Joep van der Sluijs 54' Dirk Proper 73' Jordy Bruijn 90+6' |               | '60 Valentino Vermeulen '65 Jort van der Sande '90+3 Pieter Bogaers.                                                                        | Basisopstelling NEC: Norbert Alblas; Bart van Rooij 79' ( Terry Lartey-Sanniez), Rens van Eijden, Kevin Bukusu 57' ( Cas Odenthal), Souffian El Karouani 79' ( Gabriël Çulhacı); Elayis Tavşan, Jordy Bruijn, Javier Vet 55' ( Dirk Proper), Joep van der Sluijs; Jonathan Okita 79' ( Thomas Beekman), Rangelo Janga. Reservebank: Mattijs Branderhorst, Job Schuurman, Ayman Sellouf, Syb van Ottele, Anton Fase.                               |
| Afwezig: Mathias De Wolf , Edgar Barreto .                                     | |               | | |
|                                                                                | |               | | |
| Speelronde 7 16 oktober 2020, 18:45                                            | Jong FC Utrecht | 1 – 4 (1 – 1) | N.E.C. | : Rens van Eijden |
| Sportpark Zoudenbalch, Utrecht Toeschouwers: 0 Scheidsrechter: Stan Teuben     | Hicham Acheffay 11' Sylian Mokono 30' Sylian Mokono 32' Djevencio van der Kust 65'                                       |               | '15 Jonathan Okita '18 Souffian El Karouani '62 Kevin Bukusu '66 Bart van Rooij '76 Jordy Bruijn '81 Souffian El Karouani '82 Terell Ondaan | Basisopstelling NEC: Norbert Alblas; Bart van Rooij, Rens van Eijden, Kevin Bukusu, Souffian El Karouani 71' ( Gabriël Çulhacı); Elayis Tavşan, Jordy Bruijn 77' ( Edgar Barreto), Javier Vet 85' ( Dirk Proper), Joep van der Sluijs 57' ( Terell Ondaan); Jonathan Okita, Rangelo Janga 85' ( Thomas Beekman). Reservebank: Mattijs Branderhorst, Job Schuurman, Cas Odenthal, Terry Lartey-Sanniez, Syb van Ottele, Ayman Sellouf, Anton Fase. |
| Afwezig: Mathias De Wolf .                                                     | |               | | |
|                                                                                | |               | | |
| Speelronde 8 20 oktober 2020, 18:45                                            | Jong PSV | 1 – 1 (1 – 0) | N.E.C. | : Rens van Eijden |
| De Herdgang, Eindhoven Toeschouwers: 0 Scheidsrechter: Sam Dröge               | Kristófer Kristinsson 45' Dennis Vos 54' Richard Ledezma 70' Emmanuel Matuta 90+5'                                       |               | '75 Javier Vet '86 Thomas Beekman '87 Rens van Eijden '88 Norbert Alblas.                                                                   | Basisopstelling NEC: Norbert Alblas; Bart van Rooij, Rens van Eijden, Kevin Bukusu 78' ( Thomas Beekman), Souffian El Karouani; Elayis Tavşan, Jordy Bruijn, Javier Vet, Joep van der Sluijs 57' ( Terell Ondaan); Jonathan Okita, Rangelo Janga. Reservebank: Mattijs Branderhorst, Job Schuurman, Cas Odenthal, Gabriël Çulhacı, Terry Lartey-Sanniez, Dirk Proper, Edgar Barreto, Ayman Sellouf, Anton Fase.                                   |
| Afwezig: Mathias De Wolf .                                                     | |               | | |
| Speelronde 9 23 oktober 2020, 18:45                                            | N.E.C. | 2 – 1 (1 – 0) | Go Ahead Eagles | : Rens van Eijden |
| Goffertstadion, Nijmegen Toeschouwers: 0 Scheidsrechter: Marc Nagtegaal        | Javier Vet 22' Rangelo Janga 48'                                                                                         |               | '19 Sam Beukema '67 Luuk Brouwers. | Basisopstelling NEC: Norbert Alblas; Bart van Rooij, Rens van Eijden, Kevin Bukusu, Souffian El Karouani; Elayis Tavşan 68' ( Anton Fase), Jordy Bruijn 68' ( Joep van der Sluijs), Javier Vet, Jonathan Okita 90+5' ( Cas Odenthal); Terell Ondaan 61' ( Edgar Barreto), Rangelo Janga. Reservebank: Mattijs Branderhorst, Job Schuurman, Gabriël Çulhacı, Terry Lartey-Sanniez, Dirk Proper, Thomas Beekman, Ayman Sellouf.                     |
| Afwezig: Mathias De Wolf .                                                     | |               | | |

#### Tweede periode (oktober tot januari)
| | |               | | |
| Speelronde 10 30 oktober 2020, 21:00 | NAC Breda | 0 – 1 (0 – 1) | N.E.C. | : Jordy Bruijn |
| Rat Verlegh Stadion, Breda Toeschouwers: 0 Scheidsrechter: Jeroen Manschot                                                                                  | Thom Haye 25' Dion Malone 35' Jethro Mashart 88'                                                                                                  |               | '8 Terell Ondaan '62 Jordy Bruijn '68 Syb van Ottele '90 Cas Odenthal                                                                 | Basisopstelling NEC: Job Schuurman; Bart van Rooij, Syb van Ottele, Cas Odenthal, Souffian El Karouani; Elayis Tavşan 58' ( Ayman Sellouf), Jordy Bruijn, Edgar Barreto, Joep van der Sluijs 87' ( Terry Lartey-Sanniez); Terell Ondaan 71' ( Thomas Beekman), Jonathan Okita 87' ( Dirk Proper). Reservebank: Robin Roefs, Guus Gertsen. |
| Afwezig: Mathias De Wolf , Mattijs Branderhorst, Norbert Alblas, Rens van Eijden, Kevin Bukusu, Gabriël Çulhacı, Javier Vet en Rangelo Janga (allen corona) | |               | | |
| Speelronde 11 6 november 2020, 21:00 | N.E.C. | 2 – 2 (1 – 1) | Helmond Sport | : Jordy Bruijn |
| Goffertstadion, Nijmegen Toeschouwers: 0 Scheidsrechter: Laurens Gerrets                                                                                    | Terell Ondaan 21' Bart van Rooij 47' |               | '3 Jelle Goselink '29 Jelle Goselink '59 Karim Loukili '74 Gaétan Bosiers '82 Orhan Džepar '83 Karim Loukili '88 Alec Van Hoorenbeeck | Basisopstelling NEC: Job Schuurman; Bart van Rooij, Syb van Ottele, Cas Odenthal, Souffian El Karouani; Elayis Tavşan 86' ( Thomas Beekman), Jordy Bruijn 67' ( Dirk Proper), Edgar Barreto, Joep van der Sluijs 67' ( Ayman Sellouf); Terell Ondaan, Jonathan Okita. Reservebank: Robin Roefs, Guus Gertsen, Terry Lartey-Sanniez. |
| Afwezig: Mathias De Wolf , Mattijs Branderhorst, Norbert Alblas, Rens van Eijden, Kevin Bukusu, Gabriël Çulhacı, Javier Vet en Rangelo Janga (allen corona) | |               | | |
| Speelronde 12 20 november 2020, 18:45 | N.E.C. | 1 – 1 (1 – 1) | Roda JC | : Rens van Eijden |
| Goffertstadion, Nijmegen Toeschouwers: 0 Scheidsrechter: Jochem Kamphuis                                                                                    | Thomas Beekman 21' Syb van Ottele 85' (pen.). |               | '12 Stefano Marzo '35 Kees Luijckx '59 Roland Alberg                                                                                  | Basisopstelling NEC: Norbert Alblas; Bart van Rooij, Syb van Ottele, Rens van Eijden 63' ( Thomas Beekman), Souffian El Karouani; Elayis Tavşan, Jordy Bruijn 73' ( Dirk Proper), Javier Vet 73' ( Edgar Barreto), Joep van der Sluijs 63' ( Anton Fase); Terell Ondaan, Jonathan Okita 32' ( Rangelo Janga). Reservebank: Mattijs Branderhorst, Job Schuurman, Terry Lartey-Sanniez, Kevin Bukusu, Cas Odenthal, Gabriël Çulhacı, Ayman Sellouf. |
| Afwezig: Mathias De Wolf . | |               | | |
| | |               | | |
| Speelronde 13 23 november 2020, 18:45 | Jong AZ | 0 – 3 (0 – 3) | N.E.C. | : Rens van Eijden |
| Rat Verlegh Stadion, Breda Toeschouwers: 0 Scheidsrechter: Martijn Vos                                                                                      | Tijs Velthuis 33' Tijjani Reijnders 35' Maxim Gullit 45+1' Zakaria Aboukhlal 77'                                                                  |               | '12 Ayman Sellouf '26 Rens van Eijden '42 Elayis Tavşan '75 Elayis Tavşan                                                             | Basisopstelling NEC: Norbert Alblas; Bart van Rooij, Syb van Ottele, Rens van Eijden, Souffian El Karouani; Elayis Tavşan 83' ( Anton Fase), Jordy Bruijn, Javier Vet 87' ( Dirk Proper), Ayman Sellouf; Terell Ondaan 73' ( Thomas Beekman), Rangelo Janga. Reservebank: Mattijs Branderhorst, Job Schuurman, Terry Lartey-Sanniez, Kevin Bukusu, Cas Odenthal, Gabriël Çulhacı, Edgar Barreto.                                                  |
| Afwezig: Mathias De Wolf , Joep van der Sluijs . | |               | | |
| Speelronde 14 30 november 2020, 21:00 | N.E.C. | 2 – 1 (1 – 1) | MVV Maastricht | : Rens van Eijden |
| Goffertstadion, Nijmegen Toeschouwers: 0 Scheidsrechter: Edwin van de Graaf                                                                                 | Jordy Bruijn 18' Rangelo Janga 45+1' Bart van Rooij 56' Joep van der Sluijs 80'                                                                   |               | '15 Gaston Salasiwa '22 Arne Naudts                                                                                                   | Basisopstelling NEC: Norbert Alblas; Bart van Rooij, Syb van Ottele 46' ( Kevin Bukusu), Rens van Eijden, Souffian El Karouani; Elayis Tavşan, Jordy Bruijn 84' ( Dirk Proper), Javier Vet 84' ( Edgar Barreto), Ayman Sellouf 70' ( Joep van der Sluijs); Terell Ondaan 61' ( Jonathan Okita), Rangelo Janga. Reservebank: Mattijs Branderhorst, Job Schuurman, Terry Lartey-Sanniez, Cas Odenthal, Gabriël Çulhacı, Anton Fase.                 |
| Afwezig: Mathias De Wolf , Thomas Beekman . | |               | | |
| | |               | | |
| Speelronde 15 6 december 2020, 12:15 | FC Den Bosch | 2 – 2 (2 – 2) | N.E.C. | : Rens van Eijden |
| Stadion De Vliert, Den Bosch Toeschouwers: 0 Scheidsrechter: Jannick van der Laan                                                                           | Frank Sturing 11' Ringo Meerveld 23' Kevin Bukusu 28' Steven van der Heijden 48' Ryan Trotman 60'                                                 |               | '12 Jordy Bruijn '45 Jordy Bruijn '49 Jonathan Okita '78 Javier Vet                                                                   | Basisopstelling NEC: Norbert Alblas; Bart van Rooij, Kevin Bukusu, Rens van Eijden, Souffian El Karouani; Elayis Tavşan, Jordy Bruijn, Javier Vet, Ayman Sellouf 65' ( Joep van der Sluijs); Jonathan Okita 75' ( Terell Ondaan), Rangelo Janga. Reservebank: Mattijs Branderhorst, Job Schuurman, Terry Lartey-Sanniez, Syb van Ottele, Cas Odenthal, Gabriël Çulhacı, Edgar Barreto, Dirk Proper, Anton Fase.                                   |
| Afwezig: Mathias De Wolf , Thomas Beekman . | |               | | |
| | |               | | |
| Speelronde 16 12 december 2020, 14:00 | FC Dordrecht | 1 – 2 (2 – 2) | N.E.C. | : Rens van Eijden |
| Riwal Hoogwerkers Stadion, Dordrecht Toeschouwers: 0 Scheidsrechter: Stan Teuben                                                                            | Anthony Swolfs 4' Julius Bliek 36' Nikolas Agrafiotis 76' Kevin Vermeulen 90+3'                                                                   |               | '4 Jordy Bruijn '6 Rangelo Janga '34 Edgar Barreto '45 Jordy Bruijn '90+3 Terell Ondaan '90+5 Rangelo Janga                           | Basisopstelling NEC: Norbert Alblas; Bart van Rooij, Kevin Bukusu, Rens van Eijden, Souffian El Karouani; Edgar Barreto 84' ( Cas Odenthal) Jordy Bruijn 64' ( Dirk Proper), Javier Vet; Elayis Tavşan 84' ( Anton Fase), Rangelo Janga, Jonathan Okita 73' ( Terell Ondaan). Reservebank: Mattijs Branderhorst, Job Schuurman, Terry Lartey-Sanniez, Syb van Ottele, Gabriël Çulhacı, Ayman Sellouf.                                             |
| Afwezig: Mathias De Wolf , Thomas Beekman , Joep van der Sluijs .                                                                                           | |               | | |
| Speelronde 17 19 december 2020, 16:30 | N.E.C. | 0 – 1 (0 – 1) | TOP Oss | : Rens van Eijden |
| Goffertstadion, Nijmegen Toeschouwers: 0 Scheidsrechter: Edgar Bijl                                                                                         | |               | '45+2' Kyvon Leidsman | Basisopstelling NEC: Norbert Alblas; Bart van Rooij, Rens van Eijden, Syb van Ottele 83' ( Anton Fase),Souffian El Karouani; Edgar Barreto 66' ( Terell Ondaan), Jordy Bruijn 66' ( Dirk Proper), Javier Vet; Elayis Tavşan 83' ( Mathias De Wolf), Rangelo Janga, Jonathan Okita 78' ( Thomas Beekman). Reservebank: Mattijs Branderhorst, Job Schuurman, Terry Lartey-Sanniez, Kevin Bukusu, Gabriël Çulhacı, Ayman Sellouf.                    |
| Afwezig: Joep van der Sluijs . | |               | | |
| | |               | | |
| Speelronde 18 3 januari 2021, 16:45 | Telstar | 5 – 2 (3 – 0) | N.E.C. | : Rens van Eijden |
| Riwal Hoogwerkers Stadion, Dordrecht Toeschouwers: 0 Scheidsrechter: Clay Ruperti                                                                           | Gyliano van Velzen 11' Anass Najah 21' Gyliano van Velzen 40' Glynor Plet 43' Yaël Liesdek 64' Welat Cagro 72' Sebastian Soto 75' Glynor Plet 78' |               | '60 Terell Ondaan '81 Elayis Tavşan                                                                                                   | Basisopstelling NEC: Norbert Alblas; Bart van Rooij, Rens van Eijden, Kevin Bukusu 46' ( Dirk Proper), Souffian El Karouani 76' ( Gabriël Çulhacı); Elayis Tavşan, Jordy Bruijn, Javier Vet 46' ( Mathias De Wolf), Ayman Sellouf 46' ( Terell Ondaan); Rangelo Janga, Jonathan Okita. Reservebank: Mattijs Branderhorst, Job Schuurman, Terry Lartey-Sanniez, Cas Odenthal, Syb van Ottele, Edgar Barreto, Thomas Beekman.                       |
| Afwezig: Joep van der Sluijs . | |               | | |
| Speelronde 19 8 januari 2021, 19:45 | N.E.C. | 3 – 2 (0 – 2) | Excelsior | : Rens van Eijden |
| Goffertstadion, Nijmegen Toeschouwers: 0 Scheidsrechter: Ingmar Oostrom                                                                                     | Cas Odenthal 28' Dirk Proper 42' Jonathan Okita 50' Jonathan Okita 72' Souffian El Karouani 79' Jordy Bruijn 86' Javier Vet 90+5'                 |               | '14 Joël Zwarts '17 Mitchell van Rooijen '49 Mats Wieffer '76 Brandon Ormonde-Ottewill '14 Herve Matthys                              | Basisopstelling NEC: Norbert Alblas; Bart van Rooij, Rens van Eijden, Cas Odenthal 83' ( Anton Fase),Souffian El Karouani; Edgar Barreto 64' ( Mathias De Wolf), Jordy Bruijn, Dirk Proper 70' ( Thomas Beekman); Elayis Tavşan 87' ( Javier Vet), Terell Ondaan 87' ( Rangelo Janga), Jonathan Okita. Reservebank: Mattijs Branderhorst, Job Schuurman, Terry Lartey-Sanniez, Kevin Bukusu, Gabriël Çulhacı, Ayman Sellouf, Anton Fase.          |
| Afwezig: Joep van der Sluijs . | |               | | |

#### Derde periode (januari tot maart)
|                                                                                               | |               | | |
| Speelronde 20 17 januari 2021, 12:15                                                          | N.E.C.                                                                                                   | 0 – 0 (0 – 0) | SC Cambuur | : Rens van Eijden |
| Goffertstadion, Nijmegen Toeschouwers: 0 Scheidsrechter: Edwin van de Graaf                   | Jonathan Okita 58' Jordy Bruijn 76'                                                                      |               | '49 Calvin Mac-Intosch '82 Joris Kramer                                                                                         | Basisopstelling NEC: Norbert Alblas; Bart van Rooij, Rens van Eijden, Cas Odenthal, Souffian El Karouani; Javier Vet, Jordy Bruijn, Dirk Proper; Elayis Tavşan, Terell Ondaan 59' ( Rangelo Janga), Jonathan Okita 89' ( Mathias De Wolf). Reservebank: Mattijs Branderhorst, Job Schuurman, Terry Lartey-Sanniez, Kevin Bukusu, Gabriël Çulhacı, Edgar Barreto, Thomas Beekman, Ayman Sellouf, Anton Fase.                        |
| Afwezig: Joep van der Sluijs .                                                                | |               | | |
|                                                                                               | |               | | |
| Speelronde 21 25 januari 2021, 21:00                                                          | FC Eindhoven                                                                                             | 0 – 1 (0 – 1) | N.E.C. | : Rens van Eijden |
| Jan Louwersstation, Eindhoven Toeschouwers: 0 Scheidsrechter: Martin Pérez                    | Iker Pozo 19' Brian De Keersmaecker 33' Ruud Swinkels 74' Maarten Peijnenburg 78' Jort van der Sande 82' |               | '9 Jonathan Okita '74 Jonathan Okita '90+4' Edgar Barreto                                                                       | Basisopstelling NEC: Norbert Alblas; Bart van Rooij, Rens van Eijden, Cas Odenthal, Souffian El Karouani; Javier Vet, Jordy Bruijn 75' ( Edgar Barreto), Dirk Proper; Thomas Beekman 86' ( Mathias De Wolf), Rangelo Janga, Jonathan Okita 86' ( Elayis Tavşan). Reservebank: Mattijs Branderhorst, Job Schuurman, Terry Lartey-Sanniez, Kevin Bukusu, Gabriël Çulhacı, Ayman Sellouf, Anton Fase.                                 |
| Afwezig: Joep van der Sluijs , Terell Ondaan .                                                | |               | | |
|                                                                                               | |               | | |
| Speelronde 22 29 januari 2021, 21:00                                                          | N.E.C.                                                                                                   | 2 – 0 (0 – 0) | Jong FC Utrecht | : Rens van Eijden |
| Goffertstadion, Nijmegen Toeschouwers: 0 Scheidsrechter: Luca Cantineau                       | Jordy Bruijn 49' Rangelo Janga 78' Rens van Eijden 78' Elayis Tavşan 89'                                 |               | '78 Albert Lottin '80 Djevencio van der Kust '90+1' Gabriël Çulhacı                                                             | Basisopstelling NEC: Norbert Alblas; Bart van Rooij, Rens van Eijden, Cas Odenthal, Souffian El Karouani; Javier Vet 46' ( Edgar Barreto), Jordy Bruijn, Dirk Proper 63' ( Mathias De Wolf); Jonathan Okita 85' ( Kevin Bukusu), Rangelo Janga, Thomas Beekman 74' ( Elayis Tavşan). Reservebank: Mattijs Branderhorst, Job Schuurman, Terry Lartey-Sanniez, Guus Gertsen, Ayman Sellouf, Anton Fase, Thibo Baeten.                |
| Afwezig: Joep van der Sluijs , Terell Ondaan .                                                | |               | | |
|                                                                                               | |               | | |
| Speelronde 23 6 februari 2021, 16:30                                                          | MVV Maastricht                                                                                           | 2 – 1 (1 – 0) | N.E.C. | : Jordy Bruijn |
| Stadion de Geusselt, Maastricht Toeschouwers: 0 Scheidsrechter: Robin Gansner                 | Luc Mares 13' Jerome Deom 29' Thibaut Van Acker 53' Djibril Dianessy 63'                                 |               | '41 Dirk Proper '42 Norbert Alblas '80 Ayman Sellouf                                                                            | Basisopstelling NEC: Norbert Alblas; Bart van Rooij, Kevin Bukusu 83' ( Thibo Baeten), Cas Odenthal, Souffian El Karouani; Javier Vet, Jordy Bruijn 76' ( Ayman Sellouf), Dirk Proper; Thomas Beekman 46' ( Edgar Barreto), Rangelo Janga, Jonathan Okita 70' ( Elayis Tavşan). Reservebank: Mattijs Branderhorst, Job Schuurman, Terry Lartey-Sanniez, Guus Gertsen, Anton Fase.                                                  |
| Afwezig: Joep van der Sluijs , Terell Ondaan , Mathias De Wolf , Rens van Eijden (schorsing). | |               | | |
|                                                                                               | |               | | |
| Speelronde 25 21 februari, 12:15                                                              | N.E.C.                                                                                                   | 1 – 2 (0 – 0) | De Graafschap | : Jordy Bruijn |
| Goffertstadion, Nijmegen Toeschouwers: 1.153 Scheidsrechter: Ingmar Oostrom                   | Elayis Tavşan 85'                                                                                        |               | '25 Julian Lelieveld '30 Danny Verbeek '40 Clint Leemans '50 Daryl van Mieghem '76 Ted van de Pavert                            | Basisopstelling NEC: Norbert Alblas; Bart van Rooij, Edgar Barreto, Cas Odenthal, Souffian El Karouani; Javier Vet, Ayman Sellouf 81' ( Joep van der Sluijs), Jordy Bruijn 85' ( Thibo Baeten); Jonathan Okita 69' ( Thomas Beekman), Rangelo Janga, Elayis Tavşan. Reservebank: Mattijs Branderhorst, Job Schuurman, Terry Lartey-Sanniez, Kevin Bukusu, Guus Gertsen, Dirk Proper, Anton Fase, Mathias De Wolf.                  |
| Afwezig: Terell Ondaan , Rens van Eijden (geschorst)                                          | |               | | |
|                                                                                               | |               | | |
| Speelronde 26 26 februari 2021, 21:00                                                         | Roda JC                                                                                                  | 1 – 3 (0 – 1) | N.E.C. | : Rens van Eijden |
| Parkstad Limburg Stadion, Kerkrade Toeschouwers: 0 Scheidsrechter: Sander van der Eijk        | Amir Absalem 56' Erik Falkenburg 67' Erik Falkenburg 68' Erik Falkenburg 78'                             |               | '34 Jordy Bruijn '80 Elayis Tavşan '90+3 Javier Vet                                                                             | Basisopstelling NEC: Mattijs Branderhorst; Bart van Rooij, Rens van Eijden, Edgar Barreto 83' ( Thibo Baeten), Cas Odenthal, Souffian El Karouani; Javier Vet, Jordy Bruijn, Dirk Proper 81' ( Joep van der Sluijs); Rangelo Janga, Elayis Tavşan 90' ( Jonathan Okita). Reservebank: Norbert Alblas, Job Schuurman, Kevin Bukusu, Guus Gertsen, Anton Fase, Thibo Baeten, Mathias De Wolf, Ayman Sellouf, Thomas Beekman.         |
| Afwezig: Terell Ondaan , Terry Lartey-Sanniez.                                                | |               | | |
|                                                                                               | |               | | |
| Speelronde 24 2 maart, 16:30                                                                  | N.E.C.                                                                                                   | 4 – 1 (0 – 0) | FC Den Bosch | : Jordy Bruijn |
| Goffertstadion, Nijmegen Toeschouwers: 0 Scheidsrechter: Robin Hensgens                       | Javier Vet 5' Javier Vet 46' Elayis Tavşan 69' Cas Odenthal 82'                                          |               | '83 Paco van Moorsel '87 Paco van Moorsel                                                                                       | Basisopstelling NEC: Mattijs Branderhorst; Bart van Rooij, Rens van Eijden, Edgar Barreto 81' ( Mathias De Wolf), Cas Odenthal, Souffian El Karouani 81' ( Ayman Sellouf); Javier Vet, Dirk Proper 70' ( Jonathan Okita), Jordy Bruijn; Rangelo Janga 76' ( Thibo Baeten), Elayis Tavşan 70' ( Joep van der Sluijs). Reservebank: Norbert Alblas, Job Schuurman, Kevin Bukusu, Guus Gertsen, Thomas Beekman, Anton Fase.           |
| Afwezig: Terell Ondaan , Terry Lartey-Sanniez                                                 | |               | | |
|                                                                                               | |               | | |
| Speelronde 27 5 maart 2021, 18:45                                                             | Helmond Sport                                                                                            | 0 – 7 (0 – 3) | N.E.C. | : Rens van Eijden |
| SolarUnie Stadion, Helmond Toeschouwers: 0 Scheidsrechter: Rob Dieperink                      | Orhan Džepar 14'                                                                                         |               | '17 Rens van Eijden '29 Rangelo Janga '39 Jordy Bruijn '54 Edgar Barreto '57 Elayis Tavşan '76 Bart van Rooij '88 Thibo Baeten. | Basisopstelling NEC: Mattijs Branderhorst; Bart van Rooij, Rens van Eijden, Edgar Barreto, Cas Odenthal, Souffian El Karouani 72' ( Ayman Sellouf); Javier Vet 64' ( Thomas Beekman), Jordy Bruijn 65' ( Joep van der Sluijs), Dirk Proper; Rangelo Janga 65' ( Thibo Baeten), Elayis Tavşan 72' ( Jonathan Okita). Reservebank: Norbert Alblas, Job Schuurman, Kevin Bukusu, Guus Gertsen, Anton Fase, Mathias De Wolf.           |
| Afwezig: Terell Ondaan , Terry Lartey-Sanniez.                                                | |               | | |
|                                                                                               | |               | | |
| Speelronde 28 12 maart, 18:45                                                                 | N.E.C.                                                                                                   | 2 – 0 (0 – 0) | Jong PSV | : Rens van Eijden |
| Goffertstadion, Nijmegen Toeschouwers: 0 Scheidsrechter: Clay Ruperti                         | Javier Vet 62' Rangelo Janga 74'                                                                         |               | | Basisopstelling NEC: Mattijs Branderhorst; Bart van Rooij, Rens van Eijden, Edgar Barreto, Cas Odenthal, Souffian El Karouani; Javier Vet, Dirk Proper 72' ( Joep van der Sluijs), Jordy Bruijn; Rangelo Janga 79' ( Thibo Baeten), Elayis Tavşan 79' ( Jonathan Okita). Reservebank: Norbert Alblas, Job Schuurman, Kevin Bukusu, Terry Lartey-Sanniez, Guus Gertsen, Thomas Beekman, Anton Fase, Ayman Sellouf, Mathias De Wolf. |
| Afwezig: Terell Ondaan                                                                        | |               | | |

#### Vierde periode (maart tot mei)
| | |               |                                                                                        | |
| Speelronde 30 15 maart, 20:00                                                                                  | N.E.C. | 1 – 0 (0 – 0) | FC Volendam                                                                            | : Rens van Eijden |
| Goffertstadion, Nijmegen Toeschouwers: 0 Scheidsrechter: Dennis Higler                                         | Elayis Tavşan 20' Edgar Barreto 64'                                                                                         |               | '61 Mohamed Betti '75 Jay Kruiver                                                      | Basisopstelling NEC: Mattijs Branderhorst; Bart van Rooij, Rens van Eijden 12' ( Kevin Bukusu), Edgar Barreto, Cas Odenthal, Souffian El Karouani; Javier Vet, Dirk Proper 72' ( Joep van der Sluijs), Jordy Bruijn; Rangelo Janga, Elayis Tavşan 93' ( Thomas Beekman). Reservebank: Norbert Alblas, Job Schuurman, Terry Lartey-Sanniez, Guus Gertsen, Jonathan Okita, Anton Fase, Ayman Sellouf, Mathias De Wolf, Thibo Baeten. |
| Afwezig: Terell Ondaan , Joep van der Sluijs,                                                                  | |               |                                                                                        | |
| | |               |                                                                                        | |
| Speelronde 29 19 maart 2021, 20:00                                                                             | TOP Oss | 2 – 1 (0 – 1) | N.E.C.                                                                                 | : Jordy Bruijn |
| SolarUnie Stadion, Helmond Toeschouwers: 0 Scheidsrechter: Rob Dieperink                                       | Lorenzo Piqué 59' Dennis van der Heijden 60' Rick Stuy van den Herik 74' Mart Remans 77' Mart Remans 81' Tim Hölscher 90+3' |               | '3 Elayis Tavşan '76 Dirk Proper                                                       | Basisopstelling NEC: Mattijs Branderhorst; Bart van Rooij, Edgar Barreto, Cas Odenthal, Kevin Bukusu 75' ( Jonathan Okita), Souffian El Karouani; Javier Vet 83' ( Thibo Baeten), Jordy Bruijn, Dirk Proper 83' ( Thomas Beekman); Rangelo Janga, Elayis Tavşan. Reservebank: Norbert Alblas, Job Schuurman, Terry Lartey-Sanniez, Guus Gertsen, Anton Fase, Mathias De Wolf, Ayman Sellouf, Terell Ondaan.                        |
| Afwezig: Rens van Eijden , Joep van der Sluijs .                                                               | |               |                                                                                        | |
| | |               |                                                                                        | |
| Speelronde 31 2 april 2021, 20:00                                                                              | Almere City | 2 – 0 (1 – 0) | N.E.C.                                                                                 | : Jordy Bruijn |
| Yanmar Stadion, Almere Toeschouwers: 0 Scheidsrechter: Joey Kooij                                              | Thomas Verheydt 18' Jorrit Smeets 38' Thomas Verheydt 58'                                                                   |               | '16 Kevin Bukusu '51 Bart van Rooij                                                    | Basisopstelling NEC: Mattijs Branderhorst; Bart van Rooij, Terry Lartey-Sanniez, Cas Odenthal, Kevin Bukusu 60' ( Jonathan Okita), Souffian El Karouani; Javier Vet, Jordy Bruijn 66' ( Terell Ondaan), Dirk Proper; Rangelo Janga 76' ( Thibo Baeten), Elayis Tavşan. Reservebank: Norbert Alblas, Job Schuurman, Edgar Barreto, Guus Gertsen, Anton Fase, Mathias De Wolf, Ayman Sellouf, Thomas Beekman.                        |
| Afwezig: Rens van Eijden .                                                                                     | |               |                                                                                        | |
| | |               |                                                                                        | |
| Speelronde 32 5 april, 12:15                                                                                   | N.E.C. | 1 – 1 (1 – 0) | Telstar                                                                                | : Cas Odenthal |
| Goffertstadion, Nijmegen Toeschouwers: 0 Scheidsrechter: Jesse Rozendal                                        | Lesley Bakker 39' Cas Odenthal 78' Dirk Proper 90+1'                                                                        |               | '58 Glynor Plet '90 Redouan Taha                                                       | Basisopstelling NEC: Mattijs Branderhorst; Bart van Rooij, Edgar Barreto, Cas Odenthal, Kevin Bukusu, Souffian El Karouani; Javier Vet 72' ( Thomas Beekman), Dirk Proper, Joep van der Sluijs 65' ( Ayman Sellouf); Rangelo Janga 64' ( Terell Ondaan), Elayis Tavşan 78' ( Jonathan Okita). Reservebank: Norbert Alblas, Job Schuurman, Terry Lartey-Sanniez, Guus Gertsen, Anton Fase, Mathias De Wolf, Thibo Baeten.           |
| Afwezig: Rens van Eijden , Jordy Bruijn,                                                                       | |               |                                                                                        | |
| | |               |                                                                                        | |
| Speelronde 33 6 april 2021, 20:00                                                                              | Excelsior | 2 – 1 (0 – 1) | N.E.C.                                                                                 | : Cas Odenthal |
| Van Donge & de Roo Stadion, Rotterdam Toeschouwers: 0 Scheidsrechter: Marc Nagtegaal                           | Mats Wieffer 48' Joël Zwarts 63' Joël Zwarts 79'                                                                            |               | '16 Javier Vet                                                                         | Basisopstelling NEC: Mattijs Branderhorst; Bart van Rooij, Edgar Barreto 84' ( Thibo Baeten), Cas Odenthal, Kevin Bukusu, Souffian El Karouani; Javier Vet 87' ( Jonathan Okita), Joep van der Sluijs 71' ( Ayman Sellouf), Dirk Proper; Rangelo Janga, Elayis Tavşan 71' ( Thomas Beekman). Reservebank: Norbert Alblas, Job Schuurman, Terry Lartey-Sanniez, Guus Gertsen, Anton Fase, Mathias De Wolf, Terell Ondaan.           |
| Afwezig: Rens van Eijden , Jordy Bruijn,                                                                       | |               |                                                                                        | |
| | |               |                                                                                        | |
| Speelronde 34 16 april, 18:00                                                                                  | N.E.C. | 3 – 2 (0 – 1) | Jong AZ                                                                                | : Cas Odenthal |
| Goffertstadion, Nijmegen Toeschouwers: 0 Scheidsrechter: Robin Hensgens                                        | Souffian El Karouani 43' Rangelo Janga 56' Thomas Beekman 90+1' Bart van Rooij 85' Edgar Barreto 90'                        |               | '43 Zakaria Aboukhlal '52 Yukinari Sugawara '70 Zakaria Aboukhlal '81 Zico Buurmeester | Basisopstelling NEC: Mattijs Branderhorst; Bart van Rooij, Edgar Barreto, Cas Odenthal, Kevin Bukusu 13' ( Terry Lartey-Sanniez), Souffian El Karouani; Javier Vet, Dirk Proper 64' ( Thomas Beekman), Jonathan Okita; Rangelo Janga, Elayis Tavşan. Reservebank: Job Schuurman, Robin Roefs, Guus Gertsen, Jordy Bruijn, Anton Fase, Mathias De Wolf, Ayman Sellouf, Terell Ondaan, Thibo Baeten.                                 |
| Afwezig: Rens van Eijden , Norbert Alblas , Joep van der Sluijs ,                                              | |               |                                                                                        | |
| | |               |                                                                                        | |
| Speelronde 35 6 april 2021, 20:00                                                                              | Jong Ajax | 0 – 1 (0 – 1) | N.E.C.                                                                                 | : Cas Odenthal |
| Sportcomplex De Toekomst, Amsterdam Toeschouwers: 0 Scheidsrechter: Martijn Vos                                | Neraysho Kasanwirjo 48' Neraysho Kasanwirjo 63'                                                                             |               | '23 Javier Vet '34 Edgar Barreto '66 Souffian El Karouani                              | Basisopstelling NEC: Mattijs Branderhorst; Bart van Rooij, Edgar Barreto, Cas Odenthal, Terry Lartey-Sanniez, Souffian El Karouani; Javier Vet, Jonathan Okita 79' ( Thomas Beekman), Dirk Proper; Rangelo Janga, Elayis Tavşan. Reservebank: Robin Roefs, Job Schuurman, Guus Gertsen, Anton Fase, Ayman Sellouf, Mathias De Wolf, Terell Ondaan.                                                                                 |
| Afwezig: Rens van Eijden , Norbert Alblas , Joep van der Sluijs , Jordy Bruijn , Thibo Baeten , Kevin Bukusu . | |               |                                                                                        | |
| | |               |                                                                                        | |
| Speelronde 36 3 mei, 20:00                                                                                     | N.E.C. | 0 – 2 (0 – 2) | NAC Breda                                                                              | : Cas Odenthal |
| Goffertstadion, Nijmegen Toeschouwers: 0 Scheidsrechter: Edwin van de Graaf                                    | Edgar Barreto 66' |               | '10 Mounir El Allouchi '20 Sydney van Hooijdonk                                        | Basisopstelling NEC: Mattijs Branderhorst; Bart van Rooij, Edgar Barreto 76' ( Ayman Sellouf), Cas Odenthal, Terry Lartey-Sanniez, Souffian El Karouani; Javier Vet 68' ( Mathias De Wolf), Dirk Proper 61' ( Thomas Beekman), Jonathan Okita 61' ( Jordy Bruijn); Rangelo Janga 68' ( Thibo Baeten), Elayis Tavşan. Reservebank: Job Schuurman, Robin Roefs, Guus Gertsen, Anton Fase, Terell Ondaan.                             |
| Afwezig: Rens van Eijden , Norbert Alblas , Joep van der Sluijs , Kevin Bukusu                                 | |               |                                                                                        | |
| | |               |                                                                                        | |
| Speelronde 37 7 mei 2021, 20:00                                                                                | Go Ahead Eagles | 2 – 1 (2 – 1) | N.E.C.                                                                                 | : Rens van Eijden |
| De Aderlaarshorst, Deventer Toeschouwers: 0 Scheidsrechter: Martin van den Kerkhof                             | Luuk Brouwers 6' Sam Hendriks 25'                                                                                           |               | '41 Jordy Bruijn '90+3 Cas Odenthal                                                    | Basisopstelling NEC: Mattijs Branderhorst; Bart van Rooij, Rens van Eijden 64' ( Thomas Beekman), Cas Odenthal, Terry Lartey-Sanniez, Souffian El Karouani; Javier Vet, Jonathan Okita, Jordy Bruijn 84' ( Mathias De Wolf); Rangelo Janga, Elayis Tavşan. Reservebank: Robin Roefs, Job Schuurman, Guus Gertsen, Kevin Bukusu, Anton Fase, Thibo Baeten, Terell Ondaan.                                                           |
| Afwezig: Norbert Alblas , Joep van der Sluijs , Edgar Barreto (schorsing), Dirk Proper                         | |               |                                                                                        | |
| | |               |                                                                                        | |
| Speelronde 38 12 mei, 20:00                                                                                    | N.E.C. | 2 – 1 (0 – 2) | FC Dordrecht                                                                           | : Rens van Eijden |
| Goffertstadion, Nijmegen Toeschouwers: 0 Scheidsrechter: Nick Smit                                             | Rangelo Janga 16' Javier Vet 90+3'                                                                                          |               | '5 Naoufal Bannis                                                                      | Basisopstelling NEC: Mattijs Branderhorst; Bart van Rooij, Edgar Barreto 66' ( Thomas Beekman), Rens van Eijden 66' ( Kevin Bukusu), Terry Lartey-Sanniez, Souffian El Karouani; Javier Vet 68' ( Mathias De Wolf), Jordy Bruijn 73' ( Terell Ondaan), Jonathan Okita 73' ( Mathias De Wolf); Rangelo Janga 76' ( Thibo Baeten), Elayis Tavşan. Reservebank: Job Schuurman, Robin Roefs, Guus Gertsen, Anton Fase, Ayman Sellouf.  |
| Afwezig: Norbert Alblas , Joep van der Sluijs , Dirk Proper , Cas Odenthal (schorsing)                         | |               |                                                                                        | |

## KNVB Beker 2020/21

### Wedstrijdverslagen
|                                                                                                  |                                                                              |                    |                                                                                 | |
| Eerste ronde 2 december 2020, 19:45                                                              | H.V. & C.V. Quick                                                            | afgelast           | N.E.C.                                                                          | : |
| Sportpark Nieuw Hanenburg, Den Haag Toeschouwers: Scheidsrechter:                                |                                                                              |                    |                                                                                 | Basisopstelling NEC: Reservebank: |
| Afwezig:                                                                                         |                                                                              |                    |                                                                                 | |
| Tweede ronde –                                                                                   | N.E.C.                                                                       | vrijgeloot         | n.v.t.                                                                          | : |
| Toeschouwers: Scheidsrechter:                                                                    |                                                                              |                    |                                                                                 | Basisopstelling NEC: Reservebank: |
| Afwezig:                                                                                         |                                                                              |                    |                                                                                 | |
| Achtste finale 21 januari 2021, 18:45                                                            | N.E.C.                                                                       | 3 – 2 (nv) (1 – 1) | Fortuna Sittard                                                                 | : Rens van Eijden |
| Toeschouwers: 0 Scheidsrechter: Kevin Blom                                                       | Rangelo Janga 64' Jordy Bruijn 97' Thomas Beekman 102'                       |                    | '60 Zian Flemming '103 Zian Flemming                                            | Basisopstelling NEC: Mattijs Branderhorst; Bart van Rooij, Rens van Eijden, Cas Odenthal, Souffian El Karouani; Javier Vet, Jordy Bruijn 115' ( Kevin Bukusu), Dirk Proper 72' ( Edgar Barreto); Elayis Tavşan 57' ( Jonathan Okita), Rangelo Janga 118' ( Anton Fase), Mathias De Wolf 57' ( Thomas Beekman). Reservebank: Norbert Alblas, Job Schuurman, Terry Lartey-Sanniez, Gabriël Çulhacı, Ayman Sellouf. |
| Afwezig: Joep van der Sluijs , Terell Ondaan .                                                   |                                                                              |                    |                                                                                 | |
| Kwartfinale 17 februari 2021, 16:30                                                              | N.E.C.                                                                       | 1 – 2 (nv) (0 – 1) | VVV-Venlo                                                                       | : Jordy Bruijn |
| Toeschouwers: 0 Scheidsrechter: Jeroen Manschot                                                  | Rangelo Janga 57' Javier Vet 81' Souffian El Karouani 102' Cas Odenthal 119' |                    | '23 Giorgios Giakoumakis '59 Arjan Swinkels '103 Roy Gelmi '105 Meritan Shabani | Basisopstelling NEC: Mattijs Branderhorst; Bart van Rooij, Edgar Barreto 105' ( Thibo Baeten), Cas Odenthal, Souffian El Karouani; Jonathan Okita 99' ( Anton Fase), Javier Vet 115' ( Terry Lartey-Sanniez), Jordy Bruijn, Elayis Tavşan 105' ( Mathias De Wolf); Ayman Sellouf 80' ( Thomas Beekman), Rangelo Janga. Reservebank: Norbert Alblas, Job Schuurman, Guus Gertsen, Kevin Bukusu.                   |
| Afwezig: Joep van der Sluijs , Terell Ondaan , Rens van Eijden en Dirk Proper (beide geschorst). |                                                                              |                    |                                                                                 | |

## Play-offs om promotie/degradatie

### Wedstrijdverslagen
|                                                                              |                                                        |       |                                                                       | |
| Kwartfinale 15 mei 2021, 21:00                                               | Almere City                                            | 0 – 4 | N.E.C.                                                                | : Rens van Eijden |
| Yanmar Stadion, Almere Toeschouwers: 0 Scheidsrechter: Kevin Blom            | Thomas Verheydt 33'                                    |       | '36 Jonathan Okita '40 Jordy Bruijn '70 Javier Vet '75 Jonathan Okita | Basisopstelling NEC: Mattijs Branderhorst; Bart van Rooij, Rens van Eijden, Cas Odenthal, Terry Lartey-Sanniez, Souffian El Karouani; Jordy Bruijn, Edgar Barreto, Javier Vet 85' ( Mathias De Wolf); Jonathan Okita 88' ( Terell Ondaan), Rangelo Janga 88' ( Thomas Beekman). Reservebank: Norbert Alblas, Job Schuurman, Robin Roefs, Kevin Bukusu, Guus Gertsen, Anton Fase, Ayman Sellouf, Thibo Baeten.          |
| Afwezig: Joep van der Sluijs , Dirk Proper , Elayis Tavşan .                 |                                                        |       |                                                                       | |
| Halve finale 20 mei 2021, 21:00                                              | N.E.C.                                                 | 3 – 0 | Roda JC                                                               | : Rens van Eijden |
| Goffertstadion, Nijmegen Toeschouwers: 1.500 Scheidsrechter: Jeroen Manschot | Bart van Rooij 5' Rangelo Janga 47' Jonathan Okita 60' |       | '30 Kees Luijckx '90 Fabian Serrarens                                 | Basisopstelling NEC: Mattijs Branderhorst; Bart van Rooij, Rens van Eijden, Cas Odenthal, Terry Lartey-Sanniez, Souffian El Karouani; Jordy Bruijn, Edgar Barreto 85' ( Mathias De Wolf), Javier Vet; Jonathan Okita 81' ( Thomas Beekman), Rangelo Janga 67' ( Terell Ondaan). Reservebank: Norbert Alblas, Job Schuurman, Robin Roefs, Kevin Bukusu, Guus Gertsen, Anton Fase, Ayman Sellouf, Thibo Baeten           |
| Afwezig: Joep van der Sluijs , Dirk Proper , Elayis Tavşan .                 |                                                        |       |                                                                       | |
|                                                                              |                                                        |       |                                                                       | |
| Finale 23 mei 2021, 18:00                                                    | NAC Breda                                              | 1 – 2 | N.E.C.                                                                | : Rens van Eijden |
| Rat Verlegh Stadion, Breda Toeschouwers: 2.500 Scheidsrechter: Björn Kuipers | Robin Schouten 58' Sydney van Hooijdonk 70'            |       | '26 Cas Odenthal '46 Javier Vet '50 Jonathan Okita '89 Jonathan Okita | Basisopstelling NEC: Mattijs Branderhorst; Bart van Rooij, Rens van Eijden, Cas Odenthal, Terry Lartey-Sanniez, Souffian El Karouani; Jordy Bruijn, Edgar Barreto, Javier Vet 77' ( Thomas Beekman); Jonathan Okita 90+3' ( Kevin Bukusu), Rangelo Janga. Reservebank: Norbert Alblas, Job Schuurman, Robin Roefs, Guus Gertsen, Dirk Proper, Mathias De Wolf, Anton Fase, Ayman Sellouf, Thibo Baeten, Terell Ondaan. |
| Afwezig: Joep van der Sluijs , Elayis Tavşan .                               |                                                        |       |                                                                       | |

## Clubstatistieken

### Stand, punten en doelpunten per speelronde
| Speelronde              | 1             | 2             | 3             | 4             | 5             | 6             | 7             | 8             | 9             | 10            | 11            | 12            | 13            | 14            | 15            | 16            | 17            | 18            | 19            | 20            | 21            | 22            | 23            | 24            | 25            | 26            | 27            | 28            | 29            | 30            | 31            | 32            | 33            | 34            | 35            | 36            | 37            | 38            |
| ----------------------- | ------------- | ------------- | ------------- | ------------- | ------------- | ------------- | ------------- | ------------- | ------------- | ------------- | ------------- | ------------- | ------------- | ------------- | ------------- | ------------- | ------------- | ------------- | ------------- | ------------- | ------------- | ------------- | ------------- | ------------- | ------------- | ------------- | ------------- | ------------- | ------------- | ------------- | ------------- | ------------- | ------------- | ------------- | ------------- | ------------- | ------------- | ------------- |
| Trainer                 | Rogier Meijer | Rogier Meijer | Rogier Meijer | Rogier Meijer | Rogier Meijer | Rogier Meijer | Rogier Meijer | Rogier Meijer | Rogier Meijer | Rogier Meijer | Rogier Meijer | Rogier Meijer | Rogier Meijer | Rogier Meijer | Rogier Meijer | Rogier Meijer | Rogier Meijer | Rogier Meijer | Rogier Meijer | Rogier Meijer | Rogier Meijer | Rogier Meijer | Rogier Meijer | Rogier Meijer | Rogier Meijer | Rogier Meijer | Rogier Meijer | Rogier Meijer | Rogier Meijer | Rogier Meijer | Rogier Meijer | Rogier Meijer | Rogier Meijer | Rogier Meijer | Rogier Meijer | Rogier Meijer | Rogier Meijer | Rogier Meijer |
| Punten per speelronde   | 0             | 3             | 3             | 0             | 0             | 3             | 3             | 1             | 3             | 3             | 1             | 1             | 3             | 3             | 1             | 3             | 0             | 0             | 3             | 1             | 3             | 3             | 0             | 0             | 3             | 3             | 3             | 3             | 3             | 0             | 0             | 1             | 0             | 3             | 3             | 0             | 0             | 3             |
| Punten na speelronde    | 0             | 3             | 6             | 6             | 6             | 9             | 12            | 13            | 16            | 19            | 20            | 21            | 24            | 27            | 28            | 31            | 31            | 31            | 34            | 35            | 38            | 41            | 41            | 41            | 44            | 47            | 50            | 53            | 56            | 56            | 56            | 57            | 57            | 60            | 63            | 63            | 63            | 66            |
| Stand na speelronde     | 17e           | 13e           | 7e            | 10e           | 12e           | 7e            | 7e            | 5e            | 5e            | 4e            | 6e            | 6e            | 5e            | 5e            | 4e            | 4e            | 5e            | 5e            | 5e            | 6e            | 6e            | 6e            | 6e            | 6e            | 6e            | 6e            | 6e            | 6e            | 6e            | 6e            | 6e            | 6e            | 6e            | 6e            | 6e            | 6e            | 7e            | 7e            |
| Goals per speelronde    | 0             | 2             | 3             | 0             | 0             | 6             | 4             | 1             | 2             | 1             | 2             | 1             | 3             | 2             | 2             | 2             | 0             | 2             | 3             | 0             | 1             | 2             | 1             | 1             | 3             | 4             | 7             | 2             | 1             | 1             | 0             | 1             | 1             | 3             | 1             | 0             | 1             | 2             |
| Goals na speelronde     | 0             | 2             | 5             | 5             | 5             | 11            | 15            | 16            | 18            | 19            | 21            | 22            | 25            | 27            | 29            | 31            | 31            | 33            | 36            | 36            | 37            | 39            | 40            | 41            | 44            | 48            | 55            | 57            | 58            | 59            | 59            | 60            | 61            | 64            | 65            | 65            | 66            | 68            |
| Doelsaldo na speelronde | -2            | -1            | +1            | +0            | -2            | +4            | +7            | +7            | +8            | +9            | +9            | +9            | +12           | +13           | +13           | +14           | +13           | +10           | +11           | +11           | +12           | +14           | +13           | +12           | +14           | +17           | +24           | +26           | +27           | +26           | +24           | +24           | +23           | +24           | +25           | +23           | +22           | +23           |

### Thuis/uit-verhouding
|               | ALM | CAM | DBO | DOR | EIN | EXC | GAE | GRA | HEL | JAJ | JAZ | JPS | JUT | MVV | NAC | OSS | RJC | TEL | VOL | Gem.      | Totaal |
| ------------- | --- | --- | --- | --- | --- | --- | --- | --- | --- | --- | --- | --- | --- | --- | --- | --- | --- | --- | --- | --------- | ------ |
| Uitslag thuis | 0-1 | 0-0 | 4-1 | 2-1 | 6-0 | 3-2 | 2-1 | 1-2 | 2-2 | 2-1 | 3-2 | 2-0 | 2-0 | 2-1 | 0-2 | 0-1 | 2-2 | 1-1 | 1-0 | 1,84-1,05 | 35-20  |
| Uitslag uit   | 2-0 | 2-0 | 2-2 | 1-2 | 0-1 | 2-0 | 2-1 | 2-0 | 0-7 | 0-1 | 0-3 | 1-1 | 1-4 | 2-1 | 0-1 | 2-1 | 1-3 | 5-2 | 1-3 | 1,37-1,79 | 26-34  |
| Punten thuis  | 0   | 1   | 3   | 3   | 3   | 3   | 3   | 0   | 1   | 3   | 3   | 3   | 3   | 3   | 0   | 0   | 1   | 1   | 3   | 1,95      | 37     |
| Punten uit    | 0   | 0   | 1   | 3   | 3   | 0   | 0   | 0   | 3   | 3   | 3   | 1   | 3   | 0   | 3   | 0   | 3   | 0   | 3   | 1,53      | 29     |
| Punten totaal | 0   | 1   | 4   | 6   | 6   | 3   | 3   | 0   | 4   | 6   | 6   | 4   | 6   | 3   | 3   | 0   | 4   | 1   | 6   | 1,74      | 66     |

Bijgewerkt op 12 mei 2021.

### Toeschouwers
| Ronde | Tegenstander    | Toeschouwers | Totaal Toeschouwers | Gemiddeld |
| ----- | --------------- | ------------ | ------------------- | --------- |
| 3     | Jong Ajax       | 2.892        | 2.892               | 2.892     |
| 4     | Almere City     | 2.899        | 5.791               | 2.896     |
| 6     | FC Eindhoven    | 0            | 5.791               | 1.930     |
| 9     | Go Ahead Eagles | 0            | 5.791               | 1.493     |
| 11    | Helmond Sport   | 0            | 5.791               | 1.158     |
| 13    | Roda JC         | 0            | 5.791               | 965       |
| 14    | MVV Maastricht  | 0            | 5.791               | 827       |
| 17    | TOP Oss         | 0            | 5.791               | 724       |
| 19    | Excelsior       | 0            | 5.791               | 643       |
| 20    | SC Cambuur      | 0            | 5.791               | 579       |
| 22    | Jong FC Utrecht | 0            | 5.791               | 526       |
| 25    | De Graafschap   | 1.153        | 6.944               | 579       |
| 24    | FC Den Bosch    | 0            | 6.944               | 534       |
| 28    | Jong PSV        | 0            | 6.944               | 496       |
| 30    | FC Volendam     | 0            | 6.944               | 463       |
| 32    | Telstar         | 0            | 6.944               | 434       |
| 34    | Jong AZ         | 0            | 6.944               | 408       |
| 36    | NAC Breda       | 0            | 6.944               | 386       |
| 38    | FC Dordrecht    | 0            | 6.944               | 365       |
| PO    | Roda JC         | 1.500        | 8.444               | 422       |

## Spelersstatistieken

### Wedstrijden
| Speler               | Jupiler League | KNVB Beker | Play-offs | Totaal | Speelminuten |
| -------------------- | -------------- | ---------- | --------- | ------ | ------------ |
| Bart van Rooij       | 38             | 2          | 3         | 43     | 3919         |
| Souffian El Karouani | 38             | 2          | 3         | 43     | 3873         |
| Rangelo Janga        | 36             | 2          | 3         | 41     | 3414         |
| Jordy Bruijn         | 34             | 2          | 3         | 39     | 3268         |
| Elayis Tavşan        | 37             | 2          | 0         | 39     | 3065         |
| Jonathan Okita       | 33             | 2          | 3         | 38     | 2370         |
| Javier Vet           | 31             | 2          | 3         | 36     | 2965         |
| Cas Odenthal         | 29             | 2          | 3         | 34     | 2880         |
| Edgar Barreto        | 28             | 2          | 3         | 33     | 2303         |
| Thomas Beekman       | 27             | 2          | 3         | 32     | 738          |
| Rens van Eijden      | 27             | 1          | 3         | 31     | 2647         |
| Dirk Proper          | 30             | 1          | 0         | 31     | 1781         |
| Norbert Alblas       | 22             | 0          | 0         | 22     | 1980         |
| Joep van der Sluijs  | 21             | 0          | 0         | 21     | 995          |
| Mattijs Branderhorst | 14             | 2          | 2         | 19     | 1770         |
| Kevin Bukusu         | 17             | 1          | 1         | 19     | 1114         |
| Terell Ondaan        | 17             | 0          | 2         | 19     | 850          |
| Ayman Sellouf        | 16             | 1          | 0         | 17     | 745          |
| Mathias De Wolf      | 10             | 2          | 2         | 14     | 246          |
| Terry Lartey Sanniez | 8              | 1          | 3         | 12     | 816          |
| Anton Fase           | 9              | 2          | 0         | 11     | 168          |
| Thibo Baeten         | 10             | 1          | 0         | 11     | 139          |
| Syb van Ottele*      | 9              | 0          | 0         | 9      | 549          |
| Ole Romeny*          | 5              | 0          | 0         | 5      | 350          |
| Gabriël Çulhacı*     | 3              | 0          | 0         | 3      | 30           |
| Job Schuurman        | 2              | 0          | 0         | 2      | 180          |
| Etien Velikonja*     | 1              | 0          | 0         | 1      | 9            |
| Totaal               | 38             | 2          | 3         | 43     | 3930         |

* is inmiddels vertrokken
| #   | Naam                 | Doelpunten     | Doelpunten | Doelpunten | Doelpunten | Assists        | Assists    | Assists   | Assists |
| #   | Naam                 | Jupiler League | KNVB Beker | Play-offs  | Totaal     | Jupiler League | KNVB Beker | Play-offs | Totaal  |
| --- | -------------------- | -------------- | ---------- | ---------- | ---------- | -------------- | ---------- | --------- | ------- |
| 1.  | Jordy Bruijn         | 11             | 1          | 1          | 13         | 5              | 0          | 2         | 7       |
| 2.  | Rangelo Janga        | 9              | 2          | 1          | 12         | 2              | 0          | 1         | 3       |
| 3.  | Elayis Tavşan        | 11             | 0          | 0          | 11         | 6              | 1          | 0         | 7       |
| 4.  | Javier Vet           | 7              | 0          | 1          | 8          | 2              | 0          | 0         | 2       |
| 5.  | Jonathan Okita       | 4              | 0          | 4          | 8          | 4              | 0          | 0         | 4       |
| 6.  | Bart van Rooij       | 3              | 0          | 1          | 4          | 4              | 0          | 0         | 4       |
| 7.  | Terell Ondaan        | 4              | 0          | 0          | 4          | 2              | 0          | 0         | 2       |
| 8.  | Thomas Beekman       | 3              | 1          | 0          | 4          | 0              | 0          | 0         | 0       |
| 9.  | Souffian El Karouani | 3              | 0          | 0          | 3          | 6              | 1          | 1         | 8       |
| 10. | Edgar Barreto        | 3              | 0          | 0          | 3          | 5              | 0          | 0         | 5       |
| 11. | Cas Odenthal         | 1              | 0          | 1          | 2          | 1              | 0          | 1         | 2       |
| 12. | Ayman Sellouf        | 2              | 0          | 0          | 2          | 1              | 0          | 0         | 1       |
| 13. | Joep van der Sluijs  | 2              | 0          | 0          | 2          | 1              | 0          | 0         | 1       |
| 14. | Rens van Eijden      | 2              | 0          | 0          | 2          | 1              | 0          | 0         | 1       |
| 15. | Dirk Proper          | 1              | 0          | 0          | 1          | 0              | 0          | 0         | 0       |
| 16. | Thibo Baeten         | 1              | 0          | 0          | 1          | 0              | 0          | 0         | 0       |
| 17. | Anton Fase           | 0              | 0          | 0          | 0          | 1              | 0          | 0         | 1       |
| 18. | Kevin Bukusu         | 0              | 0          | 0          | 0          | 1              | 0          | 0         | 1       |

### Overzicht kaarten en schorsingen
| Speler               | Wed | Jup | VS | KNVB | NC | Totaal aantal gele kaart(en) | Twee gele kaarten in 1 wedstrijd aan dezelfde speler | Rode kaart |
| -------------------- | --- | --- | -- | ---- | -- | ---------------------------- | ---------------------------------------------------- | ---------- |
| Cas Odenthal         | 34  | 5   |    | 1    |    | 6                            |                                                      |            |
| Javier Vet           | 36  | 4   |    | 1    | 1  | 6                            |                                                      |            |
| Edgar Barreto        | 33  | 5   |    |      |    | 5                            |                                                      |            |
| Jonathan Okita       | 38  | 4   |    |      | 1  | 5                            |                                                      |            |
| Souffian El Karouani | 43  | 4   |    | 1    |    | 5                            |                                                      |            |
| Jordy Bruijn         | 39  | 4   |    |      |    | 4                            |                                                      |            |
| Dirk Proper          | 31  | 3   |    |      |    | 3                            |                                                      | 1          |
| Rangelo Janga        | 40  | 3   |    |      |    | 3                            |                                                      |            |
| Bart van Rooij       | 43  | 3   |    |      |    | 3                            |                                                      |            |
| Kevin Bukusu         | 19  | 2   |    |      |    | 2                            |                                                      |            |
| Norbert Alblas       | 22  | 2   |    |      |    | 2                            |                                                      |            |
| Rens van Eijden      | 31  | 2   |    |      |    | 2                            |                                                      | 1          |
| Syb van Ottele       | 9   | 1   |    |      |    | 1                            |                                                      |            |
| Terell Ondaan        | 19  | 1   |    |      |    | 1                            |                                                      |            |
| Totaal               | 43  | 42  | 0  | 3    | 2  | 47                           | 0                                                    | 2          |

### Oefenwedstrijden
- is al vertrokken

| Nr.    | Naam                 | Goals | Assists | Totaal |
| ------ | -------------------- | ----- | ------- | ------ |
| 1.     | Thomas Beekman       | 4     | 1       | 5      |
| 2.     | Anton Fase           | 3     | 2       | 5      |
| 2.     | Elayis Tavşan        | 3     | 2       | 5      |
| 4.     | Ayman Sellouf        | 2     | 3       | 5      |
| 5.     | Jonathan Okita       | 3     | 1       | 4      |
| 6.     | Ole Romeny           | 2     | 2       | 4      |
| 7.     | Syb van Ottele       | 3     | 0       | 3      |
| 8.     | Jordy Bruijn         | 2     | 1       | 3      |
| 9.     | Joep van der Sluijs  | 1     | 2       | 3      |
| 10.    | Souffian El Karouani | 1     | 1       | 2      |
| 10.    | Bart van Rooij       | 1     | 1       | 2      |
| 10.    | Etien Velikonja      | 1     | 1       | 2      |
| 13.    | Javier Vet           | 1     | 0       | 1      |
| 13.    | Cas Odenthal         | 1     | 0       | 1      |
| 13.    | Lars Rebergen        | 1     | 0       | 1      |
| 16.    | Terry Lartey-Sanniez | 0     | 1       | 1      |
| 16.    | Frank Sturing        | 0     | 1       | 1      |
| Totaal | Totaal               | 29    | 19      | 48     |

Almere City FC ·
SC Cambuur ·
FC Den Bosch ·
FC Dordrecht ·
FC Eindhoven ·
Excelsior ·
Go Ahead Eagles ·
De Graafschap ·
Helmond Sport ·
Jong Ajax ·
Jong AZ ·
Jong PSV ·
Jong FC Utrecht ·
MVV Maastricht ·
NAC Breda ·
N.E.C. ·
Roda JC Kerkrade ·
Telstar ·
TOP Oss ·
FC Volendam